# عبد الله العلايلي
عَبْدُ اللهِ العَلَايلِيّ: اسمُهُ الثُّلَاثِيُّ عَبْدُ اللهِ عُثْمَان العَلَايلِيّ (20 نوفمبر 1914م - 1333 هـ / 3 ديسمبر 1996م - 1417 هـ).
لُغَوِيٌّ أَدِيبٌ مَوْسُوعِيٌّ، وَفَقِيهٌ مُجَدِّدٌ لُبْنَانِيٌّ. لُقِّبَ بِفَرْقَدِ الضادِ؛ بِاعْتِبَارِهِ مِن أَبْرَزِ الشَّخْصِيَّاتِ اللُّغَوِيَّةِ الإِصلَاحِيَّةِ التَّنوِيرِيَّةِ.
جَدَّدَ فِي المُعْجَمِ اللُّغَوِيّ وَجَمَعَ بَيْنَ مَفْهُومَيْ «المُعْجَم» وَ «المَوْسُوعَة». وَعُرِفَ بِآرَائِهِ اللُّغَوِيَّةِ وَالفِقْهِيَّةِ المُثِيرَةِ لِلجَدَلِ؛ مُتَّخِذًا مِن شِعَارِهِ القَدِيمِ: «لَيْسَ مُحَافَظَةً التَّقْلِيدُ مَعَ الخَطَأِ؛ وَلَيْسَ خُرُوجًا التَّصحِيحُ الَّذِي يُحَقِّقُ المَعْرِفَةَ»؛ نَهْجًا لَاحِبًا فِي مَسِيرَتِهِ الفِكْرَوِيَّةِ الوُجُودِيَّةِ.

## ولادته
وُلِدَ عَبْدُ اللهِ العَلَايلِيُّ يَوْمُ الجُمُعَةِ الوَاقِعُ فِيهِ 20 نوفمبر 1914؛ حِينَ شَهِدَتْ مَحَلَّةُ الـثُّـكْنَاتِ مِن أَحْيَاءِ مَحْرُوسَةِ بَيْرُوتَ، خَارِجَ السُّورِ القَدِيمِ، وِلَادَةَ طِفْلٍ كَانَتْ نَذَرَتْهُ أُمُّهُ عِندَ بِئْرِ مَار إِلْيَاس مِن أَحْيَاءِ المَزْرَعَةِ الوَاقِعَةِ فِي ضَاحِيَةِ بَيْرُوتَ القَدِيمَةِ؛ وَقَدْ دَعَتْهُ أُمُّهُ عَبْدَ اللهِ إِيمَاءً إِلَى وَفَائِهَا بِالنَّذْرِ الأَثِيرِ عِندَ ذَيَّاكَ البِيرِ.
وَقَدْ ظَلَّ ذَلِكَ اليَوْمُ لَم يَزَلْ يَصدَحُ فِي ذَاكِرَةِ الطِّفْلِ المَنذُورِ حَتَّى حِين
.
ثُمَّ مَا عَتَّمَ هَذَا الطِّفْلُ أَن سَجَّلَ أَصدَاءَ هَذِهِ الذِّكْرَى المُتَرَدِّدَةِ بِإِلْحَاحٍ فِي الذَّاكِرَةِ؛ حِينَ عَزَمَ عَلَى كِتَابَةِ مَلْحَمَتِهِ «رِحْلَة إِلَى الخُلْد» مُومِيًا إِلَى عَيْنِ ذَيَّاكَ الحَدَثِ بِقَوْلِهِ:

## نشأته
نَشَأَ عَبْدُ اللهِ العَلَايلِيُّ؛ نَشْأَةً جَائَتْ مَعَ حَبْكَةِ التَّارِيخِ عَلَى قَدَرٍ؛ فَتَرَبَّى فِي بَيْتٍ بَيْرُوتِيٍّ مُحَافِظٍ عَلَى التَّقَالِيدِ وَالعَادَاتِ الَّتِي طَبَعَتْ مَطْلِعَ القَرْنِ العِشْرِينَ بِمَيْسَمٍ خَاصٍّ؛ يَعْتَمِلُ بِالأَفْكَارِ التَّنوِيرِيَّةِ، وَالآرَاءِ النَّهْضَوِيَّةِ، وَالمَنَاهِجِ الإِصلَاحِيَّةِ؛ بِالرَّغْمِ مِن أَتّونِ الحَرْبِ الأُولَى العَالَمِيَّةِ.
وَإِذَا كَانَ مِن طَالِعِ مِيمَاتِ الأَفْكَارِ العَابِرَةِ لِلثَّقَافَاتِ؛ أَن تَشْهَدَ نَشْأَةَ الحَرَكَةِ الدَّادِيَّةِ رَحِمِ المَدْرَسَةِ السُّورْيَالِيَّةِ فِي الغَرْبِ؛ فَمَا مِن عَجَبٍ أَن يَشْهَدَ هَذَا الشَّرْقُ نَشْأَةَ نَابِغَةٍ لَا شَكَّ أَنَّهُ أُرْسِلَ إِلَيْنَا مِن «وَادِي عَبْقَر»؛ لِيَكُونَ أَحَـدَ أَرْكَـانِ النَّهْضَةِ الأَدَبِيَّةِ، وَاللُّغَوِيَّةِ، وَالفَلْسَفِيَّةِ، وَالاجْتِمَـاعِيَّةِ، وَالفِقْهِيَّةِ؛ وَيَغْدُوَ وَاحِدًا مِن أَفْذَاذِ الدَّهْرِ يُشَارُ إِلَيْهِ بِكَوْنِهِ فَرْقَدَ الضادِ وَإِمَامَ مِحْرَابِ اللُّغَةِ وَكَاهِنَ سِرِّهَا.
عَلَى أَنَّ اللُّغَةَ هُنَا لَيْسَتْ شَيْئًا يَتَقَوْقَعُ فِي اللَّفْظِ أَوْ يَتَمَوْضَعُ فِي الحَرْفِ مِنهُ؛ بَلِ اللُّغَةُ هِيَ المَعْبَرُ وَالمُعَبِّرُ، عَلَى أَنحَاءَ شَتَّى، عَن كُلِّ مَا تَتَطَارَحُهُ الرُّؤَى، وَتَتَرَاوَحُهُ هَسْهَسَات الفِكْرِ، وَخَلَجَات القَلْبِ، وَهَمَسَات الرُّوحِ.
إِنَّهَا مَجْمُوعَاتٌ مِنَ الأَفْكَارِ، وَالتَّقَالِيدِ، وَالعَوَاطِفِ، وَالأَحَاسِيسِ، وَالمَشَاعِرِ، وَالنَّزَعَاتِ، وَالنَّزَوَاتِ، وَالنَّزَغَاتِ.
نَعَم! لَا مَعْدَى مِن كَوْنِ اللُّغَةِ هَذَا كُلَّهُ، وَمِن كَوْنِ العَلَايلِيّ فَرْقَدَهَا وَإِمَامَهَا بِهَذَا كُلِّهِ.
يَقُولُ الحُكَمَاءُ الشَّرْقِيُّونَ القُدَمَاءُ: «مَا مِن مَوْلُودٍ يُولَدُ؛ إِلَّا وَلِلْقَدَرِ فِيهِ بَصمَةٌ»!!
فَالكَائِن يُصنَعُ عَلَى عَيْنِ القَدَرِ الآخِذِ بِتَلَابِيبِهِ إِلَى مَا يَكُون مِنهُ؛ فَيَغْدُو هَذَا الكَائِن قِرْطَاسَ قَلَمِ الأَزَلِ؛ يَرْقُمُ فِيهِ بِحُرُوفٍ نورَانِيَّةٍ شَعْشَعَانِيَّةٍ، أَوْ ظُلْمَانِيَّةٍ غَسَقَانِيَّةٍ؛ أَطْوَارَ وُجُودِهِ، وَأَسْرَارَ نحُوسِهِ، وَسُعُودِهِ.
وَلَا يَعْدُو أَن يَكُونَ المَهْدُوفَ عَن قَوْسِ سُلْطَانِ القَدَرِ الرَّهِيبِ؛ عَلَى حَدِّ قَوْلِ العَلَايلِيّ فِي «مَلْحَمَتِهِ»:

## طلبه للعلم

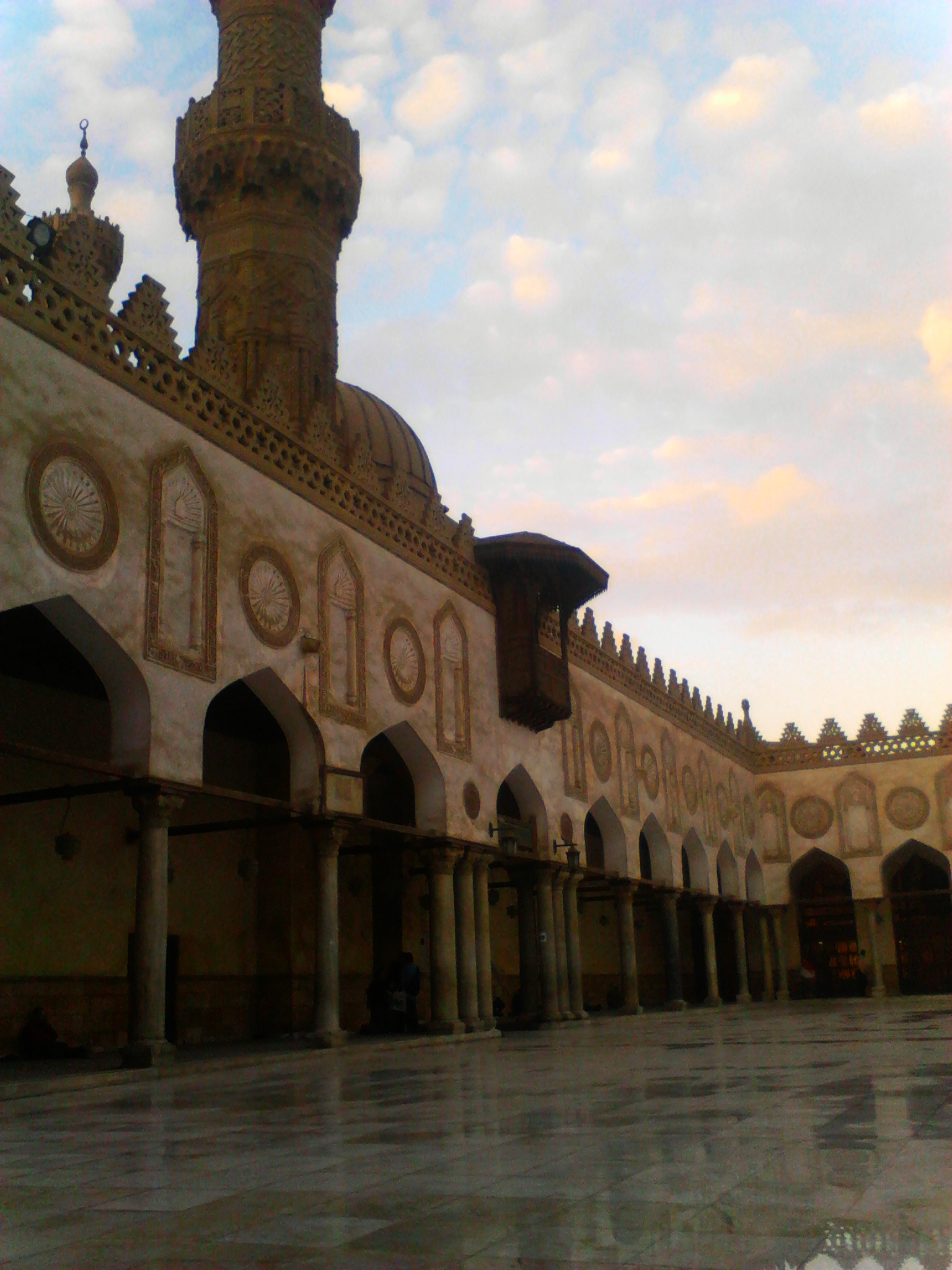
الأزهر الشريف

وَمَا إن بَلَغَ العَلَايلِيُّ السَّنَةَ العَاشِرَةَ مِن عُمُرِهِ؛ حَتَّى كَانَ لَهُ مَعَ القَدَرِ مَوْعِدٌ أَخَرُ؛ حَيْثُ أَخَذَهُ أَخُوهُ، الَّذِي يَكْبُرُهُ بِعَشْرِ سنَوَاتٍ، مَعَهُ إِلَى القَاهِرَةِ؛ عَاصِمَةِ العِلْمِ أنَذَاكَ، وَكَعْبَةِ العُلَمَاءِ، وَنَدْوَةِ الأُدَبَاءِ، وَمَحَجَّةِ البُلَغَاءِ، وَمَوْئِلِ المُفَكِّرِينَ وَالإِصلَاحِيّينَ؛ لِيَشْرَعَ الصَّبِيُّ النَّابِغَةُ فِي الانكِبَابِ عَلَى اللُّغَةِ وَتَحْصِيلِهَا، وَالانهِمَامِ بِحِفْظِ مُفْرَدَاتِهَا، وَتَأصِيلِهَا، وَتَرْسِيسِهَا، وَتَأثِيلِهَا؛ فَحَفِظَ الأَلْفِيَّةَ حِفْظَ إِجَادَةٍ وَإِتْقَانٍ؛ وَلَمَّا يَزَلْ فِي الحَادِيَةَ عَشْرَةَ مِن عُمُرِهِ. وَأَتَمَّ حِفْظَ القُرْءَانِ بِوَصفِهِ: «قَامُوسَ مَن لَا قَامُوسَ لَهُ»، حِفْظَ مَلَكَةٍ وَاسْتِحْضَارٍ بَاهِرٍ؛ وَلَمَّا يُكْمِلِ الثَّانِيَةَ عَشْرَةَ مِن عُمُرِهِ. وَطَفِقَ يَنهَلُ وَيَعُلُّ مِن مَعِينِ الأَسَاتِيذِ الكِبَارِ فِي الأَزْهَرِ الشَّرِيفِ مِن أَمثَالِ الشِّنقِيطِيّ، وَالسَّمَالُوطِيّ، وَالدِّجْوِيّ، وَالمُطِيعِيّ، وَالمَرْصِفِيّ؛ لُغَةً، وَأَدَبًا، وَفِقْهًا، وَأُصُولًا، وَتَفْسِيرًا، وَحَدِيثًا؛ حَتَّى أَتَمَّ كُلَّ ذَلِكَ وَهُوَ فِي غَضَاضَةِ الثَّامِنَةَ عَشْرَةَ مِن عُمُرِهِ.
وَبِإِشَارَةِ الحَدِيثِ الوَلَوِيّ العِرْفَانِيّ: «مَنهُومَانِ لَا يَشْبَعَانِ»؛ مَالَ العَلَايلِيُّ بِكُلِّهِ إِلَى النَّهْلِ، وَالعَلِّ؛ مِن حِيَاضِ العِلْمِ المُشْرَعَةِ عَلَى ثَقَافَةِ عَصرِهِ؛ فَقَرَأَ عِلْمَ الأَحْيَاءِ «الحِيَاوَةِ»، وَالكِيميَاءِ، وَالفِيزِيَاءِ، وَالرِّيَاضِيَّاتِ، وَاللُّغَتَيْنِ: الفَرَنسِيَّةِ، وَالإِنگِلِيزِيَّةِ؛ مُزَاحِمًا طُلَّابَ «دَارِ العُلُومِ» المُبَرِّزِينَ. كَمَا التَحَقَ بِكُلِيَّةِ الحُقُوقِ؛ لِيَتَضَلَّعَ مِن عِلْمِ القَانونِ، تَضَلُّعَهُ مِن سَائِرِ العُلُومِ عَلَى حَدٍّ شَرَعٍ.

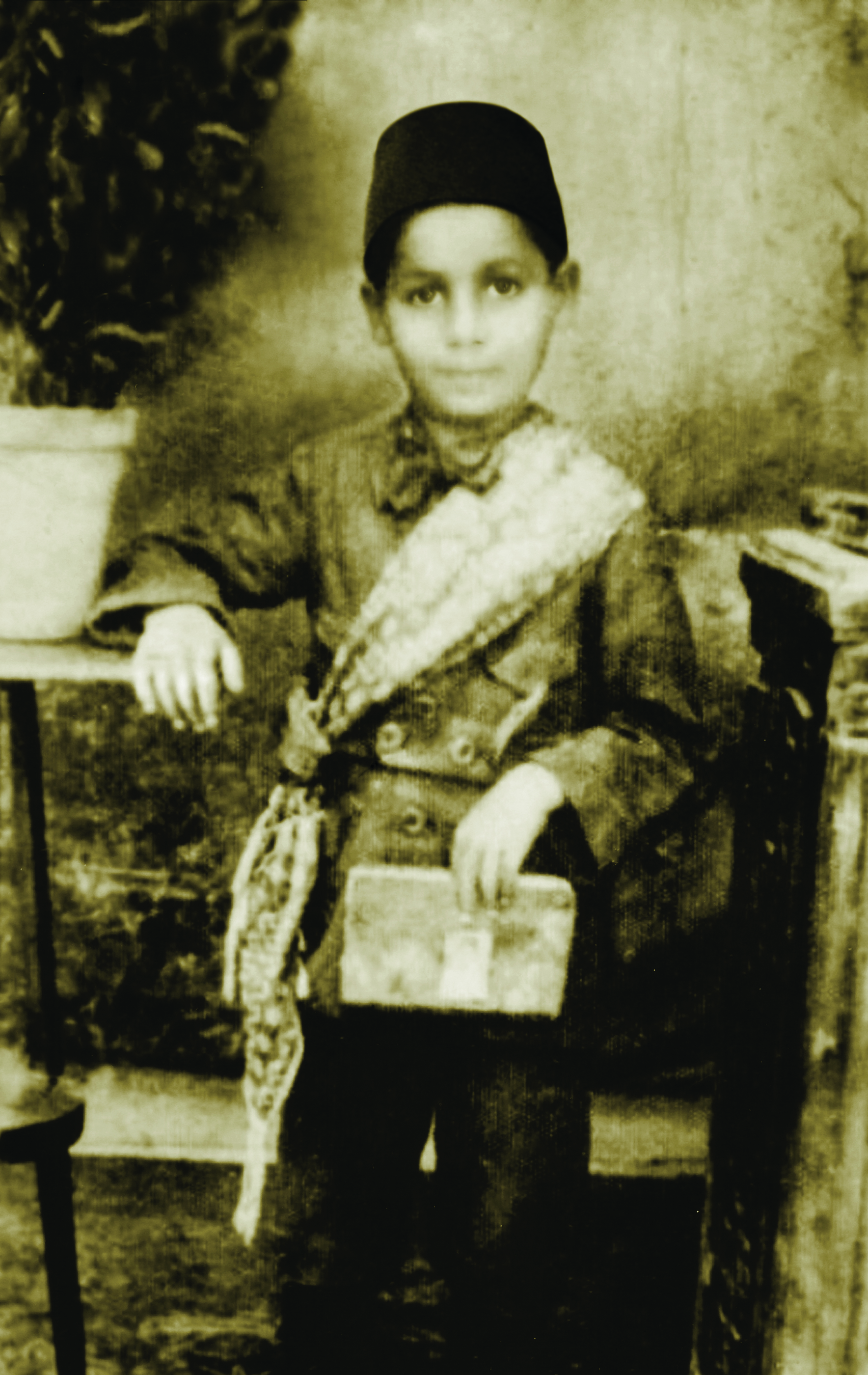
العلايلي في سن الحادية عشرة وبيده الألفية بعد حفظه لها

## تجديده اللُّغويّ
كَانَ العَلَايلِيُّ فِي الرَّابِعَةِ وَالعِشْرِينَ مِن عُمُرِهِ، حَيْنَ أَصدَرَ كِتَابَهُ الفَذَّ «مُقَدِّمَة لِدَرْس لُغَة العَرَب»؛ وَقَدْ تَعَرَّضَ فِيهِ لِأَصلِ اللُّغَةِ، وَنشُوئِهَا، وَارْتِقَائِهَا، وَمَرَاحِلِ طُفُولَتِهَا، وَشُبُوبَتِهَا، وَاكْتِهَالِهَا، وَمَوْتِهَا، وَاضْمِحْلَالِهَا. كَمَا تَعَرَّضَ لِلأَوْزَانِ الشِّعْرِيَّةِ وَتَحْدِيدَاتِهَا؛ وَنَاقَشَ مُعْضِلَاتِ السَّمَاعِ وَالقِيَاسِ وَالاشْتِقَاقِ؛ مُقَدِّمًا فِي تَضَاعِيفِ ذَلِكَ كُلِّهِ؛ رُؤَاهُ فِي تَجْدِيدِ اللُّغَةِ، وَإِحْيَائِهَا، وَابْتِعَاثِهَا؛ عَارِضًا لِمُشْكِلَاتِ المُعْجَمِ العَرَبِيّ فِي القَدِيمِ وَالحَدِيثِ، وَمُقْتَرِحًا: إِجَادَةَ العَمَلِ عَلَى مُعْجَمٍ وَافٍ لِتَارِيخِ الأَلْفَاظِ وَتَطَوُّرِهَا الدِّلَالِيّ؛ وَهُوَ العَمَلُ الَّذِي لَم يُنجَزْ حَتَّى يَوْمِ النَّاسِ هَذَا.
وَلَم يَقْتَصِرِ العَلَايلِيُّ فِي «مُقَدِّمَتِهِ» عَلَى إِحْيَاءِ اللُّغَةِ؛ بَلْ عَرَضَ لِمَشْرُوعِهِ حَوْلَ إِصلَاحِ الأَزْهَرِ، وَمَعَاهِدِ العُلُومِ الشَّرْعِيَّةِ، وَمُسْتَقْبَلِ المُؤَسَّسَاتِ الدِّينِيَّةِ! ثُمَّ تَعَمَّدَ أَن يَخْتِمَ «مُقَدِّمَتَهُ» بِفُصُولٍ تَشْرَحُ ضَرُورَةَ مُعَالَجَةِ أَبْوَابٍ فِي فِقْهِ اللُّغَةِ وَأُصُولِ العَرَبِيَّةِ؛ لَم يَحْفِلْ بِهَا اللُّغَوِيُّونَ كَمَا يَجِبُ!
وَلِأَنَّ العَلَايلِيَّ كَانَ مُؤْمِنًا كُلَّ الإِيمَانِ بِمَشْرُوعِ المُعْجَمِ الجَدِيدِ؛ طَفِقَ يَجْمَعُ مَادَّتَهُ؛ جَمعًا مَوْسُوعِيّـًا غَيْرَ مَسْبُوقٍ؛ حَتَّى نَشَرَ الأَقْسَامَ الأَرْبَعَةَ الأُولَى مِنَ «المُعْجَم» الكَبِيرِ، قَبْلَ أَن تَدْهَمَهُ الحَرْبُ اللُّبْنَانِيَّةُ الأَهْلِيَّةُ؛ فَوُئِدَ مَشْرُوعُ «المُعْجَم» الكَبِيرِ فِي مَهْدِهِ، وَفَعَلَتْ يَدُ الحَدَثَانِ فِعْلَهَا المَشْؤُومَ بِآلَافِ الجُذَاذَاتِ؛ لِتَضِيعَ فِي غَيَاهِبِ دَهْرِ الدَّهَارِيرِ، وَتطْوَى صَفَحَات ذَيَّاكَ «المُعْجَم» مَعَ القِسْمِ الرَّابِعِ مِنَ المُجَلَّدِ الأَوَّلِ مِنهُ.
لَقَدْ كَانَ مُقَرَّرًا لِمُعْجَمِ العَلَايلِيّ أَن يَصدُرَ فِي أَرْبَعَةٍ وَعِشْرِينَ مُجَلَّدًا؛ لِكُلٍّ مِنهَا أَرْبَعَةٌ وَعِشْرُونَ قِسْمًا؛ بَيْدَ أَنَّ هَذِهِ الأَقْسَامَ الخَمسَ مِئَةٍ وَالسِّتَّةَ وَالسَّبْعِينَ لَم يَصدُرْ مِنهَا إِلَّا أَرْبَعَةٌ فَقَطْ.
أَرَادَ العَلَايلِيُّ أَن يَكُونَ «المُعْجَم» مَوْسُوعَةً لُغَوِيَّةً، عِلْمِيَّةً، فَنِّيَّةً؛ مُفْتَتِحًا عَهْدًا جَدِيدًا مِن عُهُودِ التَّصنِيفِ المُعْجَمِيّ اللُّغَوِيّ، يَجْمَعُ بَيْنَ «المُعْجَم» وَ «المَوْسُوعَة»؛ وَمُعَقِّبًا كُلَّ جَذْرٍ بـِ: فُصَحٍ نَهْجِيَّةٍ؛ عَنَى بِهَا الكَلِمَاتِ الاتِّبَاعِيَّةَ الَّتِي جَاءَتْ مَاشِيَةً مَعَ عَمُودِ العَرَبِيَّةِ؛ وَاضِعًا كَلِمَةَ «نَهْجِيَّة» فِي مُقَابِلِ كَلِمَةِ "Classique".
وَلِذَا؛ لَم يَقْنَعِ العَلَايلِيُّ بِتَقْلِيدِيَّةِ العَمَلِ المُعْجَمِيّ؛ فَجَاءَ مُبْتَكِرًا لِطَرَائِقَ اشْتِقَاقِيَّةٍ، وَطَرَائِفَ فُصَحِيَّةٍ نَهْجِيَّةٍ؛ مَيَّزَتْ مَوَادَّ مُعْجَمِهِ، وَأَمَدَّتْ لُغَةَ العَصرِ بِأَوْضَاعٍ جَدِيدَةٍ؛ تَتَّسِقُ وَلِيَانَ العَرَبِيَّةِ؛ مِن وِجْهَةِ نَظَرِ العَلَايلِيّ المُتَمَحْوِرَةِ حَوْلَ ثَلَاثَةِ مَبَادِئَ:
1-  تَثْبِيت قُدْرَةِ العَرَبِيَّةِ عَلَى التَّعْبِيرِ عَن فِكْرِ العَصرِ فِي أَنحَائِهِ كَافَّةً. 
2- تَثْبِيت المَعْنَى المُوَحِّدِ لِلْجَذْرِ. 
3- تَثْبِيت مَبْدأِ أَنَّ مَا قِيسَ عَلَى كَلَامِ العَرَبِ فَهُوَ مِن كَلَامِ العَرَبِ. 
وَفِي سِيَاقِ هَذَا المَشْرُوعِ الضخْمِ الَّذِي اضطَّلَعَ بِهِ العَلَايلِيُّ؛ لَا بُدَّ أَن نَعْتَرِفَ لَهُ أَنَّهُ اسْتَلْهَمَ فِي مَشْرُوعِهِ اللُّغَوِيّ مَقُولَةَ صَدِيقِهِ المُتَنَبِّي:

## رأيه في التّفاسير
أَدْرَكَ العَلَايلِيُّ الشَّابُّ أَهَمِيَّةَ الدِّرَاسَاتِ القُرْءَانِيَّةِ فِي أَيّ فِكْرٍ إِصلَاحِيٍّ تَجْدِيدِيٍّ نَهْضَوِيٍّ؛ فَوَضَعَ «مُقَدِّمَة التَّفْسِير»؛ مَدْفُوعًا بِمُلَاحَظَةِ أَنَّ جُلَّ التَّفَاسِيرِ لَا تَعْدُو كَوْنَهَا تَفَاسِيرَ أَهْوَاءٍ وَشَهَوَاتٍ، وَنَزَعَاتٍ وَنَزَغَاتٍ.
أَرَادَ العَلَايلِيُّ لِمُقَدِّمَتِهِ فِي التَّفْسِيرِ أَن تَكُونَ مَدْخَلًا لِوَعْي النَّصِّ القُرْءَانِيّ؛ قِرَاءَةً وَتَفْسِيرًا وَتَأوِيلًا. وَقَدْ طَوَاهَا عَلَى قِسْمَيْنِ رَئِيسِيَّيْنِ:
قِسْـمٍ لَـفْـظِــيٍّ؛ وَيَتَضَمَّن: أُسْلُوبَ القُرْءَانِ النَّثْرِيّ كَجُملَةٍ بَيَانِيَّةٍ، وَالأَعْلَامَ، وَالكُنَى، وَأَسْمَاءَ المَوَاضِعِ، وَالتَوَارِيخَ؛ مُبْتَدِعًا حَلًّا لِأُحْجِيَّةِ الحُرُوفِ المُقَطَّعَةِ فِي فَوَاتِحِ السُّوَرِ؛ بِاعْتِبَارِهَا الكَلِمَاتِ المَفَاتِيحَ الرَّامِزَةَ لِمَوْضُوعَاتِ السُّورَةِ وَقَضَايَاهَا الكُبْرَى.
وَقِسْـمٍ مَعْنَوِيٍّ؛ وَيَتَضَمَّن: أَغْرَاضَ القُرْءَانِ العُلْيَا، وَالفَلْسَفَةَ، وَالاجْتِمَاعَ، وَالقَانونَ، وَالأَخْلَاقَ، وَالسُّلُوكَ.
أَخْبَرَنَا شَيْخُنَا الحَبِيبُ وَالعَلَّامَةُ الأَرِيبُ، الحَسِيبُ النَّسِيبُ السَّيّدُ عَبْد الرَّحْمٰن بِن دِيب الحُلْو -أَمتَعَنَا اللهُ تَعَالَى بِهِ- قَالَ: لَم أَجِدْ شَيْخَنَا مَغْمُومًا قَطُّ؛ كَمَا كُنت أَجِدُهُ حِينَ يَتَحَدَّثُ مُلْتَاعًا عَن ضَيَاعِ الأَصلِ المَخْطُوطِ لِهَذَا الكِتَابِ.
قَالَ شَيْخُنَا: وَكَانَ مِن قِصَّةِ ضَيَاعِ «مُقَدِّمَة التَّفْسِير» أَنَّ شَيْخَنَا العَلَايلِيَّ كَانَ دَفَعَ بِالأَصلِ المَخْطُوطِ إِلَى النَّاشِرِ الأَدِيبِ حُسَام الدِّين القُدْسِيّ؛ لِيَقُومَ بِنَشْرِهِ فِي مَكْتَبَتِهِ بِالقَاهِرَةِ؛ وَقَفَلَ شَيْخُنَا إِلَى بَيْرُوتَ لِإِتْمَامِ إِجْرَاءَاتِ عَوْدَتِهِ إِلَى لُبْنَانَ، فِي مَطْلِعِ الأَرْبَعِينِيَّاتِ مِنَ القَرْنِ المَاضِي؛ وَبَيْنَمَا هُوَ فِي بَيْرُوتَ جَاءَتْهُ رِسَالَةٌ مِنَ الأُسْتَاذِ حُسَام الدِّين القُدْسِيّ؛ أَنَّ الكِتَابَ قَدْ فُقِدَ فِي أَثْنَاءِ انتِقَالِ مَكْتَبَتِهِ مِن مَكَانِهَا إِلَى مَكَانٍ جَدِيدٍ؛ مُتَأَسِّفًا لِشَيْخِنَا، وَرَاغِبًا إِلَيْهِ فِي إِعَادَةِ كِتَابَةِ «المُقَدِّمَة» وَإِرْسَالِهَا لِنَشْرِهَا؛ لَكِنَّ شَيْخَنَا المَفْجُوعَ، بِافْتِقَادِ الكِتَابِ، عَزَفَ عَن ذَلِكَ، وَعَكَفَ عَلَى ذَاكِرَةٍ مُؤْلِمَةٍ حَوْلَ كِتَابٍ شَاءَ لَهُ سُلْطَان القَدَرِ؛ أَن لَا يُبْصِرَ النّورَ حَتَّى السَّاعَةَ!

## عشقه وشعره
مَرَّ العَلَايلِيُّ الشَّابُّ بِتَجْرِبَةِ حُبٍّ مُتَأَجِّجَةٍ لَاهِبَةٍ مُتَوَهِّجَةٍ؛ بَيْدَ أَنَّ سُلْطَانَ القَدَرِ المُسْتَوْلِي عَلَى أَنحَائِهِ؛ حَالَ بَيْنَهُ وَبَيْنَ فَتَاتِهِ؛ فَانعَطَفَ العَلَايلِيُّ عَلَى ذَاتِهِ؛ نَاظِمًا أَرْوَعَ قَصَائِدِهِ فِي الحُبِّ، وَالغَزَلِ والتَّشْبِيبِ؛ مُعَبِّرًا عَن لَوَاعِجِهِ بِاسْتِيهَامٍ وَءَالَامٍ؛ لَا تَزَالُ تَلْتَفُّ حَوْلَ الإِنسَانِ؛ كَقِمَاطٍ حَالِكٍ لَا سَبِيلَ مَعَهَ إِلَى خَلْعِهِ عَنهُ، بَلْهَ انخِلَاعِهِ مِنهُ. أَوْ كَكَأسٍ طَافِحَةٍ بِاليَأسِ لَا مَنَاصَ مِن تَجَرُّعِهَا حَتَّى الثُّمَالَةِ. دَاعِيًا إِلَى تَحْطِيمِ هَاتِيكَ الكَأسِ المَصمُودَةِ فِي سُدَفِ الظُّلْمَةِ الغَاشِيَةِ لِلَيْلِ الوُجُودِ المُظْلِمِ:
إِنَّهُ الأَلَمُ الَّذِي سَيُصَاحِبُ العَلَايلِيَّ طَوَالَ دَهْرِهِ الدَّاهِرِ؛ وَهُوَ الَّذِي كَانَ يَعْتَقِدُ جَازِمًا أَنَّ الأَلَمَ يُعَمِّقُ الشُّعُورَ بِالإِحْسَاسِ الإِنسَانِيّ العَامِّ، وَيُوَجِّهُ الكَائِنَ تَوْجِيهًا سُلُوكِيّـًا صَحِيحًا رَجِيحًا، وَيَجْعَلُ مِنهُ إِنسَانًا مُتَفَهِّمًا لِمُعَانَاةِ الجَوْعَى وَالمَحْرُومِينَ وَالبَائِسِينَ. فَمَا الكَائِن عِندَ العَلَايلِيّ إِلَّا رَبِيبُ الأَلَمِ.
وَلِأَنَّ الأَلَمَ يُوقِظُ الحِسَّ الوُجُودِيَّ فِي الكَائِنِ؛ وَلِأَنَّ لَوَاعِجَ الحُبِّ وُأَتّونَهُ المُتَّقِد َيُسَعِّرُ النَّزْعَةَ الوُجُودِيَّةَ لَدَيْهِ؛ فَقَدْ جَاءَتْ قَصِيدَةُ «مَع القَمَر»؛ لِتعَبِّرَ عَن وُجُودِيَّةِ العَلَايلِيّ المُتَأَمِّلَةِ المُتَأَلِّمَةِ؛ وَالمُدْنِيَةِ لَهُ مِن صَدِيقِهِ الحَمِيمِ أَبِي العَلَاءِ المَعَرِّيّ؛ غَيْرِ المُبْتَعِدَةِ عَن عَبَثِيَّةِ عُمَرالخَيَّام الهَاتِكَةِ لِسِتَارَةِ الوُجُودِ!!
اِسْتَمِعْ إِلَى العَلَايلِيّ وَهُوَ يُحَاوِرُ مَعْشُوقَتَهُ المَرْمُوزَةَ بِاسْمَيْ «نعْم» وَ «سَمَر» بِقَوْلِهِ:
أبيات من ملحمة: «رحلة إلى الخلد» - 1500 بيت نظمها (1938) وترجمت مقاطع منها إلى الفرنسية.

## رأيه في المرأة
ءَامَنَ العَلَايلِيُّ بِأَنَّ النِّسَاءَ شَقَائِقُ الرِّجَالِ، وَأَنَّ العَمَلَ النِّسْوِيَّ لَا يَقِلُّ شَأنًا عَن أَعْمَالِ الرِّجَالِ؛ مُنطَلِقًا مِن رُؤَى صُوفِيّهِ الأَكْبَرِ الشَّيْخِ مُحْيي الدِّين ابْن عَرَبِيّ؛ فِي أَنَّ «مَا لَا يُؤَنَّثُ: لَا يُعَوَّلُ عَلَيْهِ». وَمُؤَكِّدًا عَلَى أَنَّ زِيَادَةَ تَاءِ التَّأنِيثِ فِي اسْمِ «المَرْأَةِ» عَلَى اسْمِ «المَرْءِ» يَمنَحُ الأُنثَى دَرَجَةً تكَافِئُ دَرَجَةَ الرِّجَالِ؛ فَإِذَا كَانَ لِلرِّجَالِ عَلَيْهِنَّ دَرَجَةٌ فِي سَبْقِ الخِلْقَةِ، فَلَهُنَّ عَلَى الرِّجَالِ دَرَجَةٌ فِي نَسَقِ الرُّتْبَةِ؛ فَدَرَجَةٌ مِن هُنَاكَ، وَرُتْبَةٌ مَكَافِئَةٌ مِن هُنَا. وَبِالتَّالِي فَإِنَّ لِلْمَرْأَةِ عِندَ العَلَايلِيّ دَوْرًا بَارِزًا مُسْتَمِرًّا فِي حَرَكَةِ التَّارِيخِ وَمَسَارِ الأُمَمِ، بَيْنَ القُطْبِيَّةِ المَرْكَزِيَّةِ وَهَامِشِيَّةِ الأَطْرَافِ، تَبَعًا لِمَا تَضطَّلِعُ بِهِ المَرْأَةُ زَمكَانِيّـًا، كَأُمٍّ وَزَوْجَةٍ وَبِنتٍ وَشَقِيقَةٍ وَقَرِيبَةٍ وَنَسِيبَةٍ، مُسْتَقْطِبَةً المَرْجِعِيَّةَ، أَوْ مُكْتَفِيَةً بِدِينَامِيَّةِ الهَامِشِ!
مِن هُنَا شَكَّلَتِ السَّيّدَةُ الأُولَى فِي الإِسْلَامِ خَدِيجَةُ بِنت خُوَيْلِد، قُطْبًا مَرْجِعِيّـًا فِي الإِسْلَامِ المُبَكِّرِ، وَأَوْحَتْ إِلَى الكَثِيرِينَ مِنَ المُؤَرِّخِينَ فِي المَصَادِرِ الإِسْلَامِيَّةِ وَغَيْرِهَا، بِالكَثِيرِ مِنَ الرُّؤَى وَالإِشْرَاقَاتِ، تَثْمِينًا لِدَوْرِهَا وَتَعْزِيزًا لِمَنزِلَتِهَا؛ وَكَانَ لَهَا فِي فِكْرِ العَلَايلِيّ حُضُورٌ مُمتَازٌ لَم يَفْتَأ يَسْتَحِثُّهُ إِلَى الكِتَابَةِ عَنهَا كِتَابَةً عَبْرَ نَوْعِيَّةٍ.
وَلِأَنَّ العَلَايلِيَّ اخْتَبَرَ تَجْرِبَةَ الحُبِّ؛ فَقَدْ رَأَى فِي تَجْرِبَةِ العِشْقِ المُؤَالِفِ بَيْنَ نَبِيّ الإِسْلَامِ وَزَوْجِهِ الأَثِيرَةِ خَدِيجَةَ؛ مَا يَدْعُو إِلَى تَعْمِيمِ التَّجْرِبَةِ؛ فَصَاغَ لَنَا رِوَايَةً تَارِيخِيَّةً عَن تَجْرِبَةِ عِشْقِ خَدِيجَةَ لِلنَّبِيّ، وَحُبِّ النَّبِيّ لِخَدِيجَةَ مِن بَيْنِ النِّسَاءِ؛ جَاعِلًا مِنهَا: «مَثَلهُنّ الأَعْلَى»؛ وَهِي الَّتِي غَذَّتْ نَبِيّـًا وَرَعَتْ وَصِيّـًا.

## مع المعرّي
وَكَالشَّأنِ فِي الصَّدْمَةِ الحَضَارِيَّةِ؛ وَجَدَ العَلَايلِيُّ فِي فَيْلَسُوفِ المَعَرَّةِ صَدِيقًا حَمِيمًا مُؤَاخِيًا؛ فَتَوَفَّرَ عَلَى دِرَاسَتِهِ، دِرَاسَةً مَوْضُوعِيَّةً جَادَّةً، مُتَّخِذًا مِن فِقْهِ اللُّغَةِ، وَالمُعْجَمِ الفَلْسَفِيّ الخَاصِّ بِأَلْفَاظِ المَعَرِّيّ وَمُصطَلَحَاتِهِ؛ وَسَائِلَ بَحْثِيَّةً لِفَهْمِ ذَلِكَ الفَيْلَسُوفِ الغَامِضِ، بِالرَّغْمِ مِن كَثْرَةِ الكِتَابَاتِ حَوَلَهُ، وَالَّتِي جَاءَتْ فِي أَكْثَرِهَا: مُبْتَسَرَةً مُتَسَرِّعَةً؛ لَم تَزِدْ مَعْرِفَتَنَا بِهِ إِلَّا اسْتِغْلَاقًا وَانبِهَامًا؛ فَحُقَّ وَصفُ العَلَايلِيّ لِصَدِيقِهِ الفَيْلَسُوفِ بِأَنَّهُ: «المَعَرِّي.. ذَلِكَ المَجْهُول»!!

## نشاطه وأدبه
عَادَ العَلَايلِيُّ فِي مَطْلِعِ الأَرْبَعِينِيَّاتِ؛ لِيَكُونَ إِمَامًا وَمُدَرِّسًا وَخَطِيبًا فِي الجَّامِعِ العُمَرِيّ الكَبِيرِ، بِمَحْرُوسَةِ بَيْرُوتَ، بَيْدَ أَنَّ العَلَايلِيَّ لَم يَكُن يَوْمًا شَيْخًا تَقْلِيدِيّـًا؛ وَلِذَا كَانَتْ دُرُوسُهُ وخُطَبُهُ وَعِظَاتهُ وَمَقَالَاتهُ؛ مُفْعَمَةً بِالحَيَوِيَّةِ النَّابِضَةِ؛ لُغَةً وَفِقْهًا وَاجْتِمَاعًا إِنَاسِيّـًا؛ فَكَانَ شَيْخَ مِحْرَابٍ وَقِبْلَةٍ؛ كَمَا كَانَ لُغَوِيّـًا شَاعِرًا، أَدِيبًا نَاثِرًا، خَطِيبًا مِصقَـعًا ثَائِرًا؛ حَتَّى إِنَّ عَلَّامَةَ بَيْرُوتَ ءَانَذَاكَ الشَّيْخَ عَبْد الرَّحْمَن سَلَام؛ كَانَ يَسْتَحِثُّ نَفْسَهُ عَلَى أَن يَكُونَ فِي مُقَدِّمَةِ الحُضُورِ فِي مَجَالِسِ العَلَايلِيّ المَسْجِدِيَّةِ، وَخُطَبِهِ النَّارِيَّةِ؛ لِيَرَى أُعْجُوبَةَ اللهِ فِي العَلَايلِيّ عَلَى حَدِّ مَا نقِلَ عَنهُ.
رَأَى العَلَايلِيُّ أَنَّ الهَمسَ فِي الآذَانِ أَسْرَعُ انتِشَارًا لِلْفِكْرَةِ مِن أَيّ وَسِيلَةٍ إِعْلَامِيَّةٍ أُخْرَى؛ فَـآثَـرَ أَن يَكُونَ أَدَبُهُ لَصِيقًا بِآمَالِ الشَّعْبِ وَءَالَامِهِ، وَهُوَ الَّذِي جَعَلَ مِنَ الأَدَبِ فَـنّـًا إِنسَانِيّـًا وَلَيْسَ مُجَرَّدَ حِرْفَةٍ بَيَانِيَّةٍ تَتَّخِذُ مِن خُدَعِ الأَلْفَاظِ وَسِيلَةً لِلْأَدْلَجَةِ.
وَلِهَذَا طَوَّعَ العَلَايلِيُّ أَدَبَهُ لُيُحَاكِيَ هَوَاجِسَ النَّاسِ، وَيُدَغْدِغَ مَشَاعِرَهُم، وَيَسْتَجِيشَ عَوَاطِفَهُم؛ فِي مُحَاوَلَةٍ لِإِلْغَاءِ الفَرَاسِخِ وَالبَرَازِخِ بَيْنَ فَنِّ الأَدَبِ وَإِنسَانِهِ. وَهُوَ الَّذِي لَاحَظَ بِذَكَاءٍ مُتَفَوِّقٍ الإِبْدَالَ وَالمُعَاقَبَةَ بَيْنَ «أَدَب» وَ«أَدَم»؛ فَإِذَا بِالأَدَبِ هُوَ الإِنسَان نَفْسُهُ؛ مُسْتَشْهِدًا بِاللُّغَةِ السُّومَرِيَّةِ، وَجَذْرِ «أَدَم» فِي اللُّغَاتِ السَّامِيَّةِ المُشْتَرَكَةِ، وَمِنهُ اسْمُ «ءَادَم» وَهُوَ أَبُو الإِنسَانِيَّةِ. لِيَنزَاحَ مَفْهُومُ «الأَدَب» بِتَأثِيرِ الذِّهْنِيَّةِ الدِّينِيَّةِ فِي الإَسْلَامِ، إِلَى مَعْنَى التَّعْلِيمِ وَالتَّلْقِينِ وَالإِلْهَامِ؛ بِإِشَارَةِ الحَدِيثِ النَّبَوَيّ: «أَدَّبَنِي رَبِّي فَأَحْسَنَ تَأدِيبِي» يُرِيدُ: عَلَّمَنِي وَلَقَّنَنِي وَأَلْهَمَنِي، وَغَذَّانِي بِمَشْبُوبِ مَعْنَاهُ الأَقْدَسِ.
رَفَضَ العَلَايلِيُّ الحُدُودَ وُالقُيُودَ عَلَى الأَدَبِ كَمَا عَلَى الشِّعْرِ. وَدَعَا إِلَى تَحْرِيرِ الأَدَبِ وَالشِّعْرِ وَاللُّغَةِ وَالبَيَانِ، مِن كَوَابِلِ التَّحْمِيلِ وَالتَّثْقِيلِ فِي نَزْعَةٍ سُورْيَالِيَّةٍ ظَاهِرَةٍ. وَكَادَ أَن يُحْدِثَ انقِلَابًا نَوْعِيّـًا فِي المَدَارِسِ الأَدَبِيَّةِ، يَوْمَ صَنَّفَ فِي أَوَاخِرِ الثَّلَاثِينِيَّاتِ مِنَ القَرْنِ المَاضِي كِتَابَهَ «أُدَبَاء وَحَشَّاشُون»؛ لَكِنَّهُ فُقِدَ فِي جُملَةِ الكُتبِ المَخْطُوطَةِ الَّتِي ضَاعَتْ إِبَّانَ انتِقَالِهِ مِن مِصرَ إِلَى لُبْنَانَ، إِثْرَ اشْتِدَادِ الحَملَةِ الإِيطَالِيَّةِ - الأَلْمَانِيَّةِ عَلَى مِصرَ؛ الأَمرُ الَّذِي تَأَسَّفَ عَلَيْهِ الأَسَفَ كُلَّهُ صَدِيقُهُ الأَدَيبُ الكَبِيرُ بِشِر فَارِس.
شَكَّلَ كِتَابُ «الأَغَانِي» مَلَاذًا أَدَبِيّـًا لِلعَلَايلِيّ بِاعْتِبَارِهِ مِن أَهَمِّ المَجَامِيعِ الأَدَبِيَّةِ المُصَنَّفَةِ فِي تَارِيخِ الأَدَبِ العَرَبِيّ؛ فَعَمِلَ جَاهِدًا مَعَ صَدِيقِهِ، المُثَلَّثِ الرَّحَمَاتِ، الأَبِ يُوسُف عَوْن عَلَى تَهْذِيبِ «الأَغَانِي» تَهْذِيبًا بَدِيعًا؛ لَا هُوَ بِالمُطَوَّلِ المُمِلِّ، وَلَا بِالمُخْتَصَرِ المُخِلِّ؛ بِعُنوَانٍ لَافِتٍ هُوَ: «أَغَانِي الأَغَانِي». وَيُعَدُّ هَذَا التَّهْذِيبُ مِنَ الأَعْمَالِ الأَدَبِيَّةِ الرَّائِدَةِ الَّتِي تقَرِّبُ النَّاشِئَةَ وَالمُتَأَدِّبِينَ وَعَامَّةَ المُثَقَّفِينَ مِن خَزَائِنِ الأَدَبِ العَرَبِيّ التَّلِيدِ. وَتكَرِّسُ وِجَهَةَ نَظَرِ العَلَايلِيّ فِي أَنَّ الأَدَبَ هُوَ الإِنسَان كُلُّ الإِنسَانِ؛ بِالحِسِّ بِمَا هُوَ أَسْمَى، وَبِالخُرُوجِ مِن فَرْدِيَّةِ التَّوَحُّشِ إِلَى جَمعِيَّةِ التَّأَنّسِ.

## المسألة القومية
كَانَ العَلَايلِيُّ يَرَى التَّجْدِيدَ قَانونًا كَوْنِيّـًا عَامّـًا؛ فَرَاحَ يَدْعُو إِلَى الإِصلَاحِ فِي السِّيَاسَةِ، وَالاقْتِصَادِ، وَالاجْتِمَاعِ، وَالحَيَاةِ الدِّينِيَّةِ والمَدَنِيَّةِ. فَلَا جَرَمَ أَن يَكُونَ العَلَايلِيُّ مِن طَلِيعِيّي المُنَظِّرِينَ لِفِكْرَةِ «الكِيَانِ اللُّبْنَانِيّ»، وَيُشَارِكَ فِي صِنَاعَةِ تَارِيخِ الجُمهُورِيَّةِ الأُولَى؛ عَلَى قَوَاعِدَ مِنَ السِّيَاسَةِ المَدَنِيَّةِ؛ مُسْتَعِيضًا عَن فِكْرَةِ العَصَبِيَّةِ الدِّينِيَّةِ فِي بِنَاءِ الدَّوْلَةِ، بِفِكْرَةِ القَوْمِيَّةِ اللِّسَانِيَّةِ، وَالجُغْرَافِيَّةِ، والتَّارِيخِيَّةِ، وَالاجْتِمَاعِيَّةِ، وَالاقْتِصَادِيَّةِ وَأَخِيرًا الحِزْبِيَّةِ؛ لِيَضَعَ كِتَابَهُ «دُسْتور العَرَب القَوْمِيّ»؛ المَعْدُودَ بِلِسَانِ بَعْضِ تَلَامِذَتِهِ المُقَرَّبِينَ «إِنجِيل القَوْمِيَّة العَرَبِيَّة»؛ مُؤَسِّسًا لِمَرْجِعِيَّةِ الدِّينِ الطَّبِيعِيّ فِي الفِكْرِ القَوْمِيّ؛ كَمُقَدِّمَةٍ لَا بُدَّ مِنهَا إِلَى الأَدْيَانِ الوَضْعِيَّةِ؛ المُعَبَّرِ عَنهَا عِندَ اللَّاهُوتِييّنَ: بِالأَدْيَانِ الإِبْرَاهِيمِيَّةِ الثَّلَاثَةِ: اليَهُودِيَّةِ، وَالمَسِيحِيَّةِ، وَالإِسْلَامِ. بِاعْتِبَارِ أَنَّ الدِّينَ الطَبِيعِيَّ يَسْتَوْعِبُ ظَاهِرَةَ الأَدْيَانِ الوَضْعِيَّةِ، وَيَصهَرُهَا فِي بُوتَقَتِهِ؛ دَاعِيًا إِلَى إِحْلَالِ الرُّمُوزِ الرُّوحِيَّةِ المُنتَخَبَةِ طَبِيعِيّـًا فِي المُجْتَمَعِ العَرَبِيّ، وَتَرْوِيضِ الكَائِنِ العَرَبِيّ عَلَيْهَا رِيَاضَةً تَجْعَلُهَا طَبْعًا فِيهِ لَا غَرِيزَةً. وَبِهَذَا تَحُلُّ القَوْمِيَّةُ المُتَرَوِّضَةُ طَبِيعِيّـًا، مَحَلَّ الدِّينِيَّةِ المَأزُومَةِ عَصَبِيّـًا. فَلَا الدِّين يُغَلُّ وَلَا هُوَ يُسْتَغَلُّ.
إِنَّـهَـا القَوْمِيَّةُ الَّتِي تَــسْــتَخْرِجُ عَنَـاصِرَهَـا مِن كِيَـانِ الأُمَّةِ وَمِن بِيئَتِهَا الذَّاتِيَّةِ؛ فَهِيَ وَاقِعٌ مَادِّيٌّ وَرُوحِيٌّ وَتَارِيخِيٌّ، وَلَيْسَتْ وَضْعًا يَجِدُ القَابِلِيَّةَ فِي كُلِّ مُجْتَمَعٍ لِلتَّطْبِيقِ عَلَى شَاكِلَتِهِ.
وَهَكَذَا اسْتَمَرَّ العَلَايلِيُّ فِي الكِتَابَةِ بِاسْتِمرَارِ الدَّوَاعِي وَالحَوَافِزِ؛ فَأَلَّفَ كِتَابَهُ «العَرَب فِي المُفْتَرَق الخَطِر» عَلَى إِثْرِ الحَوَادِثِ الَّتِي عَصَفَتْ فِي السَّاحَةِ العَرَبِيَّةِ إِبَّانَ الخَمسِينِيَّاتِ مِنَ القَرْنِ المَاضِي؛ لِيَكُونَ بِمَثَابَةِ هَاتِفٍ يَقُولُ لِلْعَرَبِ: لَا تخْطِئُوا الطَّرِيقَ. وَمُحَدِّدًا المُنطَلَقَ مِن كَوْنِ الوَاقِعِ يُفَلْسِفُ الفِكْرَ وَلَيْسَ العَكس.
وَلَمَّا كَانَ الدِّين مِن وِجْهَةِ نَظَرِ العَلَايلِيّ ذَا قِنَاعٍ ترَّهِيٍّ «مِيثِيٍّ»؛ لَا هُوَ هُوَ، وَلَا هُوَ غَيْرُهُ؛ اهْتَمَّ بِالإِضَاءَةِ عَلَى ترَّهِيَّاتِ «مِيثِيَّات» العَرَبِ قَبْلَ الإِسْلَامِ، وَمَا تَرَسَّبَ مِنهَا وَتَسَرَّبَ إِلَيْهِ بَعْدَهُ؛ فَأَفْرَدَ مَقَالَاتٍ، وَمَلَاحِقَ مُعْجَمِيَّةً خَاصَّةً بِهَا؛ لِتَكُونَ هَادِيَةً لِلْبَاحِثِينَ الإِنثْرُوپُولُوجِيّينَ؛ وَلَا سِيَّمَا فِي مَجَالِ عِلْمِ الاجْتِمَاعِ الدِّينِيّ إِلَى فَهْمِ ظَاهِرَةِ نَشْأَةِ الدِّينِ فِي المُجْتَمَعِ العَرَبِيّ.

## معركة الإفتاء
ظَلَّتْ المُؤَسَّسَةُ الدِّينِيَّةُ فِي نَظَرِ العَلَايلِيّ عَصِيَّةً عَلَى الإِصلَاحِ؛ سَوَاءٌ مِنَ الدَّاخِلِ، أَوْ مِنَ الخَارِجِ؛ وَكَأَنَّهَا قَدْ لُقِّحَتْ بِلَقَاحٍ مُضَادٍّ لِكُلِّ تَنوِيرٍ أَوْ حَدَاثَةٍ، بَلْهَ نهُوضٍ أَوْ تَقَدُّمٍ. وَلِذَا نَأَى العَلَايلِيُّ عَن مَعْرَكَةِ الإِفْتَاءِ سَنَةَ 1952، وَأَصدَرَ بَيَانَهُ الشَّهِيرَ فِي اعْتِكَافِهِ، وَسَحْبِ تَرَشُّحِهِ عَشِيَّةَ الانتِخَابِ الصِّنَاعِيّ لِلْمُفْتِي. فَالعَلَايلِيُّ أَكْبَرُ مِن أَن تَحُدَّهُ المَنَاصِبُ الزَّمَنِيَّةُ، أَوْ تَنَالَ مِن هَامَتِهِ وهِمَّتِهِ الأطْمَاعُ السِّيَاسِيَةُ؛ الَّتِي دَأَبَ العَلَايلِيُّ عَلَى تَفْنِيدِ أَذْوِيَائِهَا، وَفَضْحِ زَيْفِ أَدْعِيَائِهَا؛ مِن خِلَالِ سِلْسِلَتِهِ «إِنِّي أَتَّهِم»؛ وَالَّتِي صَدَرَ مِنهَا سَبْعَةُ أَجْزَاءٍ فَقَطْ، يَحْمِلُ كُلُّ جُزْءٍ مِنهَا عُنوَانًا مُسْتَقِلًّا، بِتَأثِيرٍ مِن مَقَالَةِ الأَدِيبِ الكَبِيرِ إِمِيل زُولا حَوْلَ قَضِيَّةِ «درايفوس» فِي فَرَنسَا. مُعَرِّيًا اللَّاهِثِينَ وَرَاءَ دُنيَا البَاطِلِ، وَبَاطِلِ الدُّنيَا. وَهُوَ الَّذِي ظَلَّ يَسْتَعِيدُ وَيَسْتَعِيرُ، مِن ذَاكِرَةِ صَدِيقِهِ مُفْتِي المَوْصِلِ، السَّيّدِ حَبِيب العُبَيْدِيّ شِعْرَهُ القَائِلَ:
وَمُتَوَقِّفًا بِإِعْجَابٍ مُدْهِشٍ عِندَ حَشْوِ اللَّوْزِينَجِ فِي البَيْتِ المَذْكُورِ بِقَوْلِهِ: «وُقِيتَ الفِتَنَا». إِنَّهَا الفِتَن؛ لَم تَنَلْ مِن عَزِيمَةِ شَيْخِنَا المَبْرُورِ؛ فَبَقِيَ رَاسِخًا كَالطَّوْدِ الأَعْظَمِ، وَالشِّمرَاخِ الأَفْخَمِ؛ فِي كُلِّ مَا تَحَقَّقَهُ نَهْجًا لَاحِبًا فِي مَسِيرةِ الإِصلَاحِ وَالتَّنوِيرِ.

## غربته
عَاشَ العَلَايلِيُّ غَرِيبًا فِي بَنِي قَوْمِهِ وَجِلْدَتِهِ؛ وَلَشَدَّ مَا كَانَ يَتَمَثَّلُ فِي وَصفِ غُرْبَتِهِ بِمَقُولَةِ شَاعِرِهِ المُتَنَبِّي:
إِنَّهَا الغُرْبَةُ الَّتِي تَحَدَّثَ عَن قَسْوَتِهَا صَدِيقُهُ أَبُو حَيَّان التَّوْحِيدِيّ، وَقَصَّ أُقْصُوصَتَهَا صُوفِيُّهُ شَيْخُ الإِشْرَاقِ السُّهْرَوَرْدِيّ، وَدَبَّـرَ تَفَرُّدَهَا فَيْلَسُوفُهُ المِفَنّ ابْن بَاجَّة الأَندَلُسِيّ.
وَمَعَ غُرْبَتِهِ تِلْكَ لَم يَنعَزِلْ العَلَايلِيُّ عَنِ الشَّأنِ العَامِّ؛ وَظَلَّ يُؤَلِّفُ وَيُهَدِّفُ نَحْوَ مَشْرُوعِهِ الإِصلَاحِيّ؛ لِأَنَّ الحَيَاةَ فِي نَظَرِهِ دِينَامِيَّةٌ «ضَرَمِيَّةٌ» تَعْتَاصُ عَلَى الخُمُودِ أَوِ الجُمُودِ؛ إِذْ إِنَّ جُمُودَهَا يَعْنِي مَوْتَهاَ لَا مَحَالَةَ.
ءَامَنَ العَلَايلِيُّ بِمَقُولَةِ صَدِيقِهِ شُپِّنهَاوِر: «الحَيَاةُ تَصَوُّرٌ وَإِرَادَةٌ»؛ فَلَم يَنِ دُونَ العَمَلِ الهَادِفِ نَحْوَ رُؤَاهُ الإِصلَاحِيَّةِ التَّجْدِيدِيَّةِ؛ بِاعْتِبَارِ أَنَّ الحَيَاةَ الإِنسَانِيَّةَ مَا هِيَ إِلَّا تَشَكُّلَاتٌ أَوِ انطِبَاعَاتٌ لِفِكْرَةٍ بِعَيْنِهَا، تؤَثِّرُ أَثَرَهَا فِي كُتْلَةٍ ضَخْمَةٍ مِنَ الزَّمَنِ؛ ثُمَّ تَذْوِي تَحْتَ تَأثِيرِ تَشَكُّلَاتٍ أَوِ انطِبَاعَاتٍ أُخْرَى!!
وَهَكَذَا التَّارِيخُ أَيْضًا؛ مَا هُوَ إِلَّا عَرَضٌ وَصفِيٌّ لِسَيْرِ تِلْكَ التَّشَكُّلَاتِ، أَوْ تَأثِيرِ هَاتِيكَ الانطِبَاعَاتِ، وَإِبْرَازِ عَمَلِهَا فِي الفَرْدِ وَالجَمَاعَةِ !
حَتَّى الاجْتِمَاعُ الإِنسَانِيُّ؛ مَا هُوَ إِلَّا صُورَةٌ مُؤَلَّفَةٌ مِن أَلْوَانِ تِلْكَ الانطِبَاعَاتِ الحَيَّةِ؛ تَشُقُّ طَرِيقَهَا عَلَى نَحْوٍ مِن أَلْوَانِ قَوْسِ قُزَحٍ، أَوْ عَلَى شَــبَــهٍ مِن سَــيْــرِ الفَـاكِهَةِ فِي مَوَاسِـمِ الزَّرْعِ. وَبِالتَّالِي:
فَالمُجْتَمَعَات مَا هِيَ إِلَّا ارْتِسَامَاتٌ خَاصَّةٌ لِتَأثِيرِ أَفْكَارٍ خَاصَّةٍ؛ ثُمَّ لَا شَيْءَ وَرَاءَ الفِكْرَةِ!
وَمَعَ سَيْرُورَةِ المُجْتَمَعِ الإِنسَانِيّ فِي رَكْبِ التَّطَوُّرِ؛ لَا بُدَّ أَن يَنجَلِيَ عَصرُ التِّكْنولُوجِيَا «التِّقَانَة» عَن سَيْطَرَةِ تِلْكَ الفِكْرَةِ؛ وَهِيَ سَيْطَرةٌ ءَاخِذَةٌ بِالمَدِّ عَلَى مَا قَرَّرَهُ العَلَايلِيُّ فِي كِتَابِهِ المَفْقُودِ: «عِلم النَّفْسِ مِن وِجْهَةِ نَظَرِي»!

## ثلاثية الحسين
أَلَحَّ العَلَايلِيُّ عَلَى أَنَّ الإِصلَاحَ لَا بُدَّ لَهُ مِن رُمُوزٍ مِثَالِيَّةٍ وَرُوحِيَّةٍ وَتَارِيخِيَّةٍ؛ وَمِن هُنَا شَكَّلَ الحُسَيْن، كَفِكْرَةٍ نَابِضَةٍ بِالثَّوْرَةِ وَالتَّحَرُّرِ وَالنَّقْدِ وَالشَّخْصِيَّةِ المُتَفَوِّقَةِ، مَرْكَزِيَّةً وَدِعَامَةً قَوِيّةً فِي مَشْرُوعِ العَلَايلِيّ النَّهْضَوِيّ الإِصلَاحِيّ؛ فَأَصدَرَ ثَلَاثَةَ كُتبٍ عَنِ الإِمَامِ الحُسَيْنِ هِيَ:

1-«سُمُوّ المَعْنَى فِي سُمُوّ الذَّات» أَوْ «أَشِعَّة مِن حَيَاة الحُسَيْن»
2-«تَارِيخ الحُسَيْن»
3- «أَيَّام الحُسَيْن» 
وَقَدْ أَعَادَ نَشْرَ الكِتَابِ الأَخِيرِ بَعْدَ ثَلَاثَةِ عُقُودٍ تَحْتَ عُنوَانِ: «مِن أَيَّام النّبُوَّة»؛ بِمُلَاحَظَةِ أَنَّ أَيَّامَ الحُسَيْنِ مَا هِيَ إِلَّا مُقَابَسَةٌ مِن أَيَّامِ النّبُوَّةِ. وَفِي هَذَا مِنَ الإِيمَاءِ إِلَى المَعْنَى الغَنوصِيّ فِي شَخْصِيَّةِ الحُسَيْنِ لَدَى العَلَايلِيّ. وَلَا عَجَبَ؛ فَقَدْ صَحَّ الحَدِيثُ عَنِ النَّبِيّ صلى الله عليه وسلم: «حُسَيْنٌ مِنِّي وَأَنَا مِن حُسَيْنٍ»!!
إِنَّ ثُلَاثِيَّةَ الحُسَيْنِ تَتَضَمَّن رُؤَى العَلَايلِيّ فِي تَشَكُّلِ الإِسْلَامِ التَّأسِيسِيّ، وَتَسَلْسُلِ الأَحْدَاثِ التَّارِيخِيَّةِ وَفْقًا لِلْأَنمَاطِ الاجْتِمَاعِيَّةِ الَّتِي كَانَتْ سَائِدَةً ءَانَذَاكَ؛ فِي مُحَاوَلَةٍ جَادَّةٍ لِاسْتِخْلَاصِ الدُّرُوسِ وَالعِبَرِ وَالإِفَادَةِ مِنَ المَنَاهِجِ التَّارِيخِيَّةِ؛ لِوَعْي طَبِيعَةِ الدَّوْلَةِ الإِسْلَامِيَّةِ فِي أطْوَارِ ابْتِعَاثِهَا، وَتَوَسُّعِهَا، وَتَحَوُّلَاتِهَا؛ وَاضِعًا فِي تَضَاعِيفِهَا «مُقَدِّمَات لَا مَحِيد عَن دَرْسِهَا جَيّدًا لِفَهْم التَّارِيخ العَرَبِيّ»؛ رَاسِمًا فِيهَا دَوْرَ الأَحْزَابِ السِّيَاسِيَّةِ المُنبَثِقَةِ عَنِ المَفَاهِيمِ القَبَلِيَّةِ فِي تَكْوِينِ الدَّوْلَةِ العَرَبِيَّةِ؛ مُؤَكِّدًا عَلَى أَنَّ أَيَّ مُجْتَمَعٍ لَا بُدَّ أَن يَنشَأَ أَوَّلًا نشُوءًا قَبَلِيّـًا، فَإِقْطَاعِيّـًا، فَقَوْمِيّـًا، فَعُنصُرِيّـًا، فَقَارِّيّـًا، فَإِنسَانِيّـًا!!
لَقَدْ ظَلَّ الحُسَيْن مَصدَرَ إِلْهَامٍ رُؤْيَوِيٍّ لِلعَلَايلِيّ حَتَّى أَيَّامِهِ الأَخِيرَةِ، وَلَا غَرْوَ، فَإِنَّ الثَوْرَةَ الحُسَيْنِيَّةَ سَتَبْقَى الخَمِيرَةَ النَّابِضَةَ بِكُلِّ تَشَكُّلٍ تَحَرُّرِيٍّ؛ سَوَاءٌ فِي الإِنسَانِ ، أَوْ فِي الأَدْيَانِ؛ مُكَرِّرًا افْتِخَارَ الحُسَيْنِ عَلَى عَلِيٍّ بِكَوْنِهِ أَبًا لَهُ؛ بَيْنَمَا لَيْسَ لِعَلِيٍّ أَبٌ كَإِيَّاهُ.
وَمَعَ ذَلِكَ؛ فَقَدِ اتَّفَقَ العَلَايلِيُّ مَعَ مُصلِحِ الهِندِ الأَعْظَمِ المَهَاتْمَا غَاندِي فِي حَرَكَةِ السِّلْمِ وَاللَّاعُنفِ؛ حَيْثُ رَأَى فِي الحَلِّ السِّلْمِيّ حَلًّا نَاجِعًا لِلْقَضِيَّةِ الفِلِسْطِينِيَّةِ؛ وَهِيَ القَضِيَّةُ الَّتِي كَتَبَ عَنهَا العَلَايلِيُّ الطَّلِيعِيُّ كِتَابَهُ «فِلَسْطِين الدَّامِيَة».

## أوضاعه اللُّغويّة
دَأَبَ العَلَايلِيُّ عَلَى اجْتِرَاحِ أَوْضَاعٍ لُغَوِيَّةٍ لِلْكَثِيرِ مِنَ المُصطَلَحَاتِ المُعَاصِرَةِ؛ وَقَدْ ذَكَرَهَا تَفَارِيقَ فِي مَقَالَاتِهِ وَكُتبِهِ وَتَحْقِيقَاتِهِ وَتَعْلِيقَاتِهِ؛ كَمَا ذَكَرَ بَعْضًا مِنهَا فِي كِتَابَيْهِ «المُعْجَم» وَ «المَرْجِع».
وَمَعَ تَنَامِي الدَّعْوَةِ إِلَى ضَرُورَةِ سَدِّ الثُّلْمَةِ فِي الأَوْضَاعِ اللُّغَوِيَّةِ الجَدِيدَةِ لِلْمَفَاهِيمِ وَالمُصطَلَحَاتِ الأَجْنَبِيَّةِ؛ تَرَأَّسَ العَلَايلِيُّ اللَّجْنَةَ المُشْرِفَةَ عَلَى وَضْعِ «المُعْجَم العَسْكَرِيّ»؛ ترَاعَى فِيهِ الأَبْجَدِيَّةُ الفَرَنسِيَّةُ وَمَا يُقَابِلُ مُصطَلَحَاتِهَا الوَارِدَةَ فِي «المُعْجَم» بِالإِنگِلِيزِيَّةِ وَالعَرَبِيَّةِ. وَقَدْ تَمَّ إِنجَازُهُ فِي بِضْعِ سِنِينَ؛ مُفْسِحًا لِأَوْضَاعِهِ الجَدِيدَةِ، فِي المُصطَلَحَاتِ العَسْكَرِيَّةِ، وَفَنِّ الحَرْبِ، مَجَالَ الانتِشَارِ، وَالتَّدَاوِلِ فِي دَوَائِرِ مَجَامِعِ اللُّغَةِ العَرَبِيَّةِ المُخْتَصَّةِ. بَيْدَ أَنَّنَا لَم نَتَوَفَّرْ عَلَى أَيّ طَبْعَةٍ لِذَيَّاكَ المُعْجَمِ؛ بِالرَّغْمِ مِن وُجُودِ نَمَاذِجَ عَنهُ فِي مَكْتَبَةِ العَلَايلِيّ الخَاصَّةِ.

## المسألة اللُّبنانيَّة
مَا أَن لَزَّتِ الحَرْبُ الأَهْلِيَّةُ فِي لُبْنَانَ بِقَرْنِهَا فِي السَّبْعِينِيَّاتِ مِنَ القَرْنِ المَاضِي؛ حَتَّى أَيْقَنَ العَلَايلِيُّ أَنَّ «الكِيَانَ اللُّبْنَانِيَّ» مُهَدَّدٌ فِي وَضْعِهِ النِّهَائِيّ؛ فَأَصدَرَ دِيوَانَهُ «مِن أَجْل لُبْنَان: قَصَائِدُ دَامِيَةُ الحَرْفِ بَيْضَاءُ الأَمَلِ». كَمَا أَصدَرَ كِتَابَهُ الشَّهِيرَ فِي نَقْدِ السِّيَاسَةِ اللُّبْنَانِيَّةِ ءَانَذَاكَ؛ تَحْتَ عُنوَانِ: «لُبْنَان؛ عَنزَة وَلَا مَرْقَد». مُقْتَرِحًا سُبُلَ الخُرُوجِ مِنَ النِّظَامِ الطَّائِفِيّ الحَانِقِ الخَانِقِ لِمَفْهُومِ الدَّوْلَةِ المَدَنِيَّةِ كَمَا يَتَصَوَّرُهَا العَلَايلِيُّ. وَاضِعًا مِبْضَعَهُ بِيَدٍ صَنَاعٍ عَلَى الوَرَمِ الجَاثِمِ فَوْقَ صَدْرِ «الكِيَانِ اللُّبْنَانِيّ»؛ فِي مُحَاوَلَةٍ لِاسْتِئْصَالِهِ قَبْلَ أَن يَسْتَشْرِيَ فِي جَسَدِ الكِيَانِ كُلِّهِ. وَكَأَنَّنَا بِالعَلَايلِيّ يَسْتَشْرِفُ مُنذُ عُقُودٍ؛ مَآلَاتِ الرَّاهِنِ، وَرَاهِنِ المَآلَاتِ. وَيُحَذِّرُ مِن أَن يَتَحَوَّلَ لُبْنَان إِلَى مُوَاطِنِينَ بِلَا وَطَنٍ! مُنبِهًا أَنَّ المُوَاطَنَةَ لَا تَقُومُ عَلَى مَفْهُومَي الأَكْثَرِيَّةِ وَالأَقَلِّيَّةِ؛ وَدَاعِيًا إِلَى نَبْذِ ذَيْنِكَ المُصطَلَحَيْنِ مِن مُعْجَمِ المُوَاطَنَةِ الحَقَّةِ؛ لِيَندَمِجَ الكُلُّ فِي الكُلِّ؛ اندِمَاجًا يُحَقِّقُ مَفْهُومَ وَحْدَةِ الكَثْرَةِ، أَوْ الوَحْدَةِ فِي التَّنَوُّعِ!!
لَقَدْ تَبَنَّى العَلَايلِيُّ تَوْسِيعَ هُوِيَّةِ الإِنسَانِ، وَتَضْييقَ هُوَّةِ الأَدْيَانِ؛ لِأَنَّهُ أَدْرَكَ حَقِيقَةَ مَا وَرَاءَ هَذَا التَّنَوُّعِ مِنَ القُوَّةِ التَّوْحِيدِيَّةِ النَّاظِمَةِ لِمَعْنَى الأَنسَنَةِ وَقِيَمِ الإِنسَانِيَّةِ.
وَتَأسِيسًا لِتِلْكَ المَعَانِي وَالقِيَمِ الإِنسَانِيَّةِ المُشْتَرَكَةِ؛ أَشْرَفَ العَلَايلِيُّ عَلَى تَرْجَمَةِ الأَبِ يُوسُف عَوْن لِلْإِنجِيلِ المُقَدَّسِ؛ لِيَطْمَئِنَّ إِلَى أَصَالَةِ اللُّغَةِ العَرَبِيَّةِ فِيهِ، وَصِحَّةِ التَّرْكِيبِ، وَسَلَامَةِ الذَّوْقِ فِي التَّعْبِيرِ. فَكَانَ مَا أَرَادَهُ شَيْخُنَا المُعَظَّمُ. وَكَانَ مَا اشْتَهَاهُ أَبُونَا المُكَرَّمُ.
تَأَثَّرَ العَلَايلِيُّ بِالمُصلِحِ المِصرِيّ الكَبِيرِ مُصطَفَى كَامِل؛ الَّذِي يَعُدُّهُ زَعِيمَ الشَّرْقِ كُلِّهِ وَرَائِدَ النَّهْضَةِ التَّنوِيرِيَّةِ. وَلِذَا اقْتَفَى العَلَايلِيُّ أَثَرَهُ فِي أَنَّ التَّدَيُّنَ وَالوَطَنِيَّةَ تَوْأَمَانِ لَصِيقَانِ إِذَا انفَصَلَا يَمُوتَانِ لَا مَحَالَةَ. فَإِصلَاحُ الوَطَنِ وَتَنشِئَةُ المُوَاطِنِ الصَّالِحِ لَا يَنفَصِمُ عَن إِصلَاحِ الدِّينِ وَتَجْدِيدِ أَوْضَاعِهِ.

## تجديده الفقهيّ
يُؤَكِّدُ العَلَايلِيُّ أَنَّ الطَّائِفِيَّةَ مَوْلُودٌ غَيْرُ شَرْعِيٍّ مِنِ انزِوَاجٍ طُوطَمِيٍّ بَيْنَ التَّعَصُّبِ الدِّينِيّ، وَالتَصَلُّبِ الفِقْهِيّ، وَالتَّخَشُّبِ الرُؤْيَوِيّ ؛ فَأَصدَرَ كِتَابَهُ فِي الإِصلَاحِ الدِّينِيّ وَالفِقْهِيّ وَالفِكْرِيّ؛ تَحْتَ عُنوَانِ «أَيْنَ الخَطَأ». مُؤَكِّدًا عَلَى شِعَارٍ لَهُ قَدِيمٍ: «لَيْسَ مُحَافَظَةً التَّقْلِيدُ مَعَ الخَطَأِ؛ وَلَيْسَ خُرُوجًا التَّصحِيحُ الَّذِي يُحَقِّقُ المَعْرِفَةَ»، وَمُقَدِّمًا الحُلُولَ لِمَسَائِلَ طَالَمَا اعْتَاصَتْ عَلَى فُقَهَاءِ عَصرِهِ وَمُتَفَقِّهَتِهِم؛ فِي مَشْرُوعٍ تَصَالُحِيٍّ بَيْنَ الدِّينِ وَالحَيَاةِ؛ فَلَا يَكُون المُسْلِمُ خَصمًا لِنَفْسِهِ أَمَامَ الدُّنيَا، بَلْهَ أَنَاهُ العُلْيَا!
وَمَعَ التَّسَاؤُلِ عَنِ الخَطَأِ؛ لَم يَعُدْ مِنَ الخَطَأِ عِندَ العَلَايلِيّ الفَقِيهِ الإِمَامِ، فِي زَمَنِ الجَهْلِ المُقَدَّسِ، أَن يُقَالَ:
•	إِنَّ السَّبِيلَ إِلَى اللهِ تَعَالَى لَم يَكُن يَوْمًا، وَلَن يَكُونَهُ؛ طَرِيقًا وَحِيدًا، حَانِقًا، خَانِقًا، مَأزُومًا، ضَيّقًا؛ إِذْ إِنَّ لِكُلِ أَحَدٍ أَن يَسْلُكَ إِلَى اللهِ تَعَالَى مِن طَرِيقِهِ. مَعَبِّرًا بِلُغَةٍ حَدَاثَوِيَّةٍ عَن مَقُولَةِ الصُّوفِيّ الشَّهِيرِ نَجْم الدِّين كُبْرَى: «الطَّرَائِقُ بِعَدَدِ أَنفَاسِ الخَلَائِقِ»!!
•	إِنَّ الإِسْلَامَ دِيْن الإِدْهَاشِ؛ بِمَا يَجْتَرِحُهُ فِي كُلِّ عَصرٍ مِن مُرُونَةٍ، وَانسِيَابِيَّةٍ، وَتَجْدِيدٍ. وَهُوَ لَا يَفْتَأُ يُطَالِعُنَا بِكِلِّ بَدِيهٍ بَدِيعٍ؛ لِكَوْنِهِ دِينَ الفِطْرَةِ، وَالفِكْرَةِ؛ وَلَيْسَ دِينَ الدُّوغْمَاتِيَّةِ «الوُثُوقِيَّةِ»، وَالأَيدْيُولُوجِيَّةِ «الفِكْرَوِيَّةِ» المَأزُومَةِ!!
•	إِنَّ الاجْتِهَادَ مَهْيَعٌ فَسِيحٌ وَسِيعٌ؛ لَا يَجُوزُ تَحْجِيرُهُ؛ لِئَلَّا تَتَحَوَّلَ مَعَالِمُ الدِّينِ إِلَى مُحَنَّطَاتٍ بَالِيَةٍ، أَوْ مُوميَاءَ مُتَصَلِّبَةٍ قَاسِيَةٍ.
•	إِنَّ الإِسْلَامَ يُمَثِّلُ الطَّرِيقَ الثَّالِثَ الوَسَطَ فِي النَّظَرِيَّةِ الاقْتِصَادِيَّةِ؛ تَكَافُلًا وَتَعَاوُنًا وَتَضَامُنًا.
•	إِنَّ الثَّرْوَةَ النِّفْطِيَّةَ فِي العَالَمِ العَرَبِيّ وَالإِسْلَامِيّ هِيَ مِلْكٌ لِلْأُمَّةِ جَمعَاءَ؛ وَلَيْسَ لِأَهْلِ النِّفْطِ مُقَدَّرَاتهُ.
•	إِنَّ لُحُومَ الأَضَاحِي، وَالهَدْي، وَالمَنَاسِكِ؛ لَم تشْرَعْ لِمُجَرَّدِ إِرَاقَةِ الدَّمِ «قُرْبَانِ الدَّمِ»، وَبِالتَّالِي: يَجِبُ الإِفَادَةُ مِن مَفْهُومِ التَّشِرِيقِ العَرَبِيّ قَبْلَ الإِسْلَامِ؛ فَتبَرَّدُ اللُّحُومُ، وَتحْفَظُ لِتوَزَّعَ عَلَى الفُقَرَاءِ وَالمَسَاكِينِ وَالجَائِعِينَ وَالمُعْوَزِينَ.
•	إِنَّ لِلْمُجْتَمَعِ حَقّـًا فِي المِيرَاثِ؛ وَحَقُّهُ الثُّلُثُ مِن ثَرْوَةِ المُتَوَفَّى المَنقُولَةِ، وَغَيْرِ المَنقُولَةِ .
•	إِنَّ الفَوَائِدَ المَصرِفِيَّةَ لِيْسَتْ هِيَ الرِّبَا المُحَرَّمِ قَطْعًا؛ لَا رِبَا النَّسِيءُ، وَلَا رِبَا الفَضْلُ.
•	إِنَّ التَّأمِينَ بِجَمِيعِ صُوَرِهِ وَأَشْكَالِهِ مُبَاحٌ؛ بَلْ وَاجِبٌ فِي بَعْضِ الصُّوَرِ؛ لِكَوْنِهِ يَجْرِي مَجْرَى التَّلَاءِ المُطَبَّقِ فِي رِحْلَتَي الصَّيْفِ وَالشِّتَاءِ «الإِيلَافِ» المَاقَبْلَ الإِسْلَامِ.
•	إِنَّ المُسْلِمَةَ لِيْسَتْ مَمنوعَةً بِالنَّصِّ مِنَ الزَّوَاجِ بِغَيْرِ المُسْلِمِ مِنَ الكِتَابِيّينَ «الاسْتِزْوَاج» نَفْيًا لِلْمَفْهُومِ الطُّوطَمِيّ القَبَلِيّ المُقَنَّعِ «الانزِوَاج»!!
•	إِنَّ العُقُوبَاتِ المَنصُوصَةَ لَيْسَتْ مَقْصُودَةً بِأَعْيَانِهَا الحَرْفِيَّةِ بَلْ بِغَايَاتِهَا. فَهِيَ لَم تشْرَعْ كَمَقَاصِدَ؛ وَإِنَّمَا شُرِعَتْ كَمَآلَاتٍ وَرَوَادِعَ، فَلَا يُلْجَأُ إِلَيْهَا إِلَّا عِندَ اليَأسِ مِمَّا عَدَاهَا، أَوْ عِندَ تَرَسُّخِ طِبَاعِ الجَرِيمَةِ فِي الشَّخْصِ؛ فَيَغْدُو شَرُّهُ طَبْعًا وَخِيمًا؛ يُشِيعُ فِي المُجْتَمَعِ اضطِّرَابًا وَخِيمًا.
•	إِنَّ الهِلَالَ وَهُوَ «أَبْجَدِيَّةٌ فَلَكِيَّةٌ»؛ ثَابِتٌ فِي الحِسَابِ الفَلَكَيّ الَّذِي يَمتَنِعُ مَعَهُ احْتِمَالُ الخَطَأِ؛ فَالرُّؤْيَةُ عِلْمِيَّةٌ، وَالأُمِّيَّةُ لَيْسَتْ وَصفًا قَارًّا فِي الأُمَّةِ العَرَبِيَّةِ.
•	إِنَّ القُرْءَانَ هُوَ مَصدَرٌ أَصلِيٌّ لِلْفِقْهِ بِخِلَافِ السُّنَّةِ وَلَا سِيَّمَا مَا لَم تَكُن مُتَوَاتِرَةً.
•	إِنَّ شِعَارَ «تَطْبِيق الشَّرِيعَةِ» هُوَ شِعَارٌ مُحَمَّلٌ بِالتَّعْمِيمِ وَالتَّعْتِيمِ وَالتَّقْتِيمِ؛ العَائِمِ الغَائِمِ القَاتِمِ؛ لِكَوْنِهِ عُنوَانًا وَصفِيّـًا تَتَدَاخَلُ فِيهِ المَفَاهِيمُ، وَتَلْتَبِسُ مَعَهُ التَّعَارِيفُ وَالمُصطَلَحَات؛ فَرُوَيْدًا رُوَيْدًا أَيُّهَا المَلِيكُ؛ لِئَلَّا يَكُونَ قَفْزًا فِي الفَرَاغِ، أَوْ وَضْعًا لِلْهَرَمِ عَلَى رَأسِهِ وَلَيْسَ عَلَى قَاعِدَتِهِ.
•	إِنَّ الإِسْلَامَ لَا يَعْرِفُ تَفْضِيلَ قَوْمٍ عَلَى قَوْمٍ، وَلَا قَبِيلٍ عَلَى قَبِيلٍ، وَلَا عَصرٍ عَلَى عَصرٍ؛ وَبِالتَّالِي: فَلَا أَحَدَ مُبَشَّرٌ بِالجَنَّةِ عَلَى التَّعْيينِ. وَلَا أَحَدَ يَتَجَاوَزُ قَنطَرَةَ النَّقْدِ وَالتَّثْمِينِ.

## تجديده المعجميّ
ظَلَّ العَلَايلِيُّ حَرِيصًا عَلَى فِكْرَةِ إِصلَاحِ المُعْجَمِ العَرَبِيّ؛ مُسْتَفِيدًا مِنَ الجُهْدِ المُتَرَاكِمِ فِي مَشْرُوعِ «المُعْجَم» الكَبِيرِ؛ لَكِنَّهُ تَحَقَّقَ مِن أَنَّ العَمَلَ المُعْجَمِيَّ لَا بُدَّ فِيهِ مِن جُهُودٍ مُشْتَرَكَةٍ مُضَاعَفَةٍ يَضطَّلِعُ بِهَا إِخِصَّائِيُّونَ فِي فُرُوعِ عِلْمِ اللُّغَةِ، وَالإِنَاسَةِ، وَالاجْتِمَاعِ، وَالسِّيَاسَةِ، وَالاقْتِصَادِ، وَالفَلْسَفَةِ، وَاللَّاهُوتِ، وَسَائِرُ المُشَارِكِينَ فِي مُكَوِّنَاتِ مَفَارِيدِ المَادَّةِ المُعْجَمِيَّةِ. فَنَهَضَ وَحْدَهُ بَعْدَ عَشْرِ سَنَوَاتٍ مِن إِصدَارِ «المُعْجَم» الكَبِيرِ، وَعَمِلَ عَلَى فِكْرَةِ «المَرْجِع» فِي اللُّغَةِ؛ لِيَكُونَ مُعْجَمًا وَسِيطًا قَمِينًا بِتَحْقِيقِ رُؤَاهُ اللُّغَوِيَّةِ؛ فَأَصدَرَ المُجَلَّدَ الأَوَّلَ مِنهُ وَفْقَ نَهْجَةِ العَلَايلِيّ الإِصلَاحِيَّةِ؛ غَائِصًا فِي جِينَالُوجِيَا اللُّغَةِ بَاحِثًا فِي أَحَافِيرِهَا عَن أَوْضَاعٍ مُسْتَجِدَّةٍ تَتَّخِذُ مِنَ اللُّغَةِ فِكْرًا وَمِنَ التَّفْكِيرِ لُغَةً؛ فَفَرْضُ إِنسَانِ العَصرِ وَكُلِّ عَصرٍ مِن دُونِ لُغَةٍ؛ مَعْنَاهُ فَرْضُ إِنسَانٍ مِن دُونِ فِكْرٍ.
وَيَــا لَلْأَسَفِ! لَم يَــسْــتَطِعِ العَلَايلِيُّ إِنجَازَ «المَرْجِع»؛ وَظَلَّ العَائِقُ المَـالِيُّ حَائِلًا دُونَ إِتْمَامِهِ؛
عَلَى الرَّغْمِ مِن شَهَادَةِ صَدِيقِهِ الأَدِيبِ رئيف خوري بِمَا حَفَلَ بِهِ «المَرْجِع» مِن تَفَرُّدَاتٍ تِسْعَةٍ امتَازَ بِهَا جُهْدُ العَلَايلِيّ المُعْجَمِيُّ؛ لِتَضَعَهُ فِي طَلِيعَةِ المَعَاجِمِ العَصرِيَّةِ الرَّائدة.
إِنَّ لِمرجِعِ العَلَايلِيّ فَوَائِدَ شتَّى؛ فهو يشرح الكلمةَ بالعربية، وَيُعْطِي مَعْنَاهَا بِالإِنگِلِيزِيَّةِ وَالفَرَنسِيَّةِ. وَهَكَذَا؛ فَإِنَّهُ فِي الوَقْتِ نَفْسِهِ مُعْجَمٌ عربي - عربي، وَمُعْجَمٌ عربي - إِنگِلِيزِيٌّ، وعربي – فَرَنسِيٌّ. فَضْلًا عَن مَسَاقٍ أبجديٍّ فِي نهايَةِ «المَرْجِع» يحيلك إِلى رقمِ الصفحة حيث تظهر الكَلِمَةُ، سَوَاءٌ أَكَانَتْ عَرَبِيَّةً أَم إِنگِلِيزِيَّةً أَم فَرَنسِيَّةً. كَمَا تَوَفَّرَ العَلَايلِيُّ فِي «المَرْجِع» عَلَى الإِشَارَةِ إِلَى الأَخْطَاءِ الَّتِي تَتَدَاوَلُهَا المَعَاجِمُ المُنتَشِرَةُ فِي عَصرِهِ من مثل: «مُحِيط المُحِيط» لِلمُعَلِّمِ بُطْرُس البُسْتَانِيّ، وَ«البُسْتَان» لِلشَّيْخِ عَبْد الله البُسْتَانِيّ، وَ«أَقْرَب المَوَارِد» لِلشَّرْتونِيّ.

## عمل مرجئ
اِنهَالَتْ الوُعُودُ العُرْقُوبِيَّةُ عَلَى العَلَايلِيّ مِن جِهَاتٍ عِدَّةٍ لِدَعْمِ جُهْدِهِ المُعْجَمِيّ؛ حَتَّى بَثَّ شَيْخُنَا يَوْمًا لِبَعْضِ مُعْتَقِدِيهِ شَكْوَاهُ قَائِلًا: "لَقَدْ زَارَنِي فُلَانٌ (وَسَمَّى مَسْؤُولًا حُكُومِيّـًا) وَوَعَدَنِي بِتَموِيلِ طِبَاعَةِ «المَرْجِع» وَتَشْكِيلِ لَجْنَةٍ تسَاعِدُنِي عَلَى إِنجَازِ المُجَلَّدَيْنِ الأَخِيرَيْنِ مِنهُ، وَطَلَبَ مِنِّي أَن أَضَعَ خُطَّةَ العَمَلِ، وَالمُدَّةَ الزَّمَنِيَّةَ المَطْلُوبَةَ لِإِنجَازِهِ، وَالفَرِيقَ الَّذِي سَيُعَاوِننِي. وَبِالفِعْلِ قُمت بِكُلِّ ذَلِكَ وَأَرْسَلْت المُقْتَرَحَاتِ فِي كِتَابٍ إِلَى مؤسسته، وَهَا قَدْ مَضَى سَنَتَانِ مِن دُونِ جَوَابٍ!!
ثُمَّ تَابَعَ العَلَايلِيُّ مُعَقِّبًا: حِيْنَ وَعَدَنِي فُلَانٌ بِمَا لَم يُنجِزْهُ، ظَنَنت لِوَهْلَتِي أَن لَوْ طَلَبْت مِنهُ بَيْضَ الأَنوقِ أَوِ الأَبْلَقَ العَقُوقَ لَأَحْضَرَهُمَا؛ وَلَكِنَّنِي تَحَقَّقْت لِسَاعَتِي أَنَّ دَعْمَ هَذَا الرَّجُلِ لَم يَكُن أَحْسَنَ حَالًا وَمَآلًا مِن دَعْمِ سَلَفِهِ الحَاجِّ حُسَيْن العُوَيْنِيّ فِي تَموِيلِ "المُعْجَم" المُتَمَثِّلِ يَوْمَذَاكَ بِشِرَاءِ عَشْرِ نسَخٍ لَيْسَ إِلَّا!!" 
وَيَبْقَى «المَرْجِع» عَمَلًا مُعْجَمِيّـًا فَذًّا فِي بَابَتِهِ يَشْهَدُ لِعَبْقَرِيَّةِ العَلَايلِيّ اللُّغَوِيَّةِ وَقُدْرَتِهِ الفَائِقَةِ عَلَى الإِبْدَاعِ وَالتَّوْلِيدِ اللُّغَوِيّ؛ بِامتِلَاكِهِ لِنَاصِيَةِ اللُّغَةِ مِن نَاحِيَةٍ، وَجُرْأَتِهِ عَلَى تَشْرِيحِ الأَلْفَاظِ وَمُلَاعَبَةِ المَبَانِي وَمُدَاعَبَةِ المَعَانِي مِن نَاحِيَةٍ أُخْرَى؛ وَعَلَى الرَّغْمِ مِن كَوْنِهِ عَمَلًا لَم يُنجَزْ، لَكِنَّهُ عَمَلٌ مُرْجَئٌ عَلَى نِيَّةِ الإِنجَازِ وَلَوْ بَعْدَ حِينٍ.
عَاشَ العَلَايلِيُّ أَبِيّـًا؛ فَلَم يستجدِ أحدًا، وَلَم يهادِن أَبَدًا، وَظَلَّ مُعْتَصِمًا بِأَبْيَاتٍ مِن قَصِيدَةِ صَدِيقِهِ القَاضِي عَلِيّ بنِ عَبْدِ العَزِيزِ الجُرْجَانِيّ:
وَيَشَاءُ القَدَرُ المُتَرَصِّدُ لِلعَلَايلِيّ؛ أَن يُصَدِّقَهُ فِيمَا كَانَ يَتَمَثَّلُهُ بِكَثْرَةٍ مِن شِعْرِ إِمَامِهِ المُلْهِمِ لَهُ فِي نَظَرِيَّةِ الجَذْرِ المَعْنَوِيّ المُشْتَرَكِ؛ أَحْمَد بْن فَارِس الرَّازِيّ:
ثُمَّ يَعْطِفُهُ بِقَوْلِ أَثِيرِهِ المَعَرِّيّ المَجْهُولِ:

## انتقاله
وَيَمضِي العَلَايلِيُّ إِلَى عُرْسِ الأَبَدِ مَعَ مَغِيبِ يَوْمِ الأَحَدِ فِي 3 ديسمبر 1996 ، دُونَ أَن يَرَى اكْتِمَالَ مَشْرُوعِهِ «المَرْجِع»؛ لَا لِأَنَّهُ تَوَانَتْ هِمَّتهُ دُونَهُ، وَلَكِن لِأَنَّ المُعَاكَسَاتِ ظَلَّتْ تَتَرَصَّدُهُ وَتطَارِدُهُ شَأنَ صَدِيقِهِ المُتَنَبِّي القَائِلِ:
وَمِصدَاقًا لِمَقُولَةِ شَاعِرِهِ الحَكِيمِ أَبِي الحَسَنِ التِّهَامِيّ:
سُئِلَ مرة العَلَايلي؛ أَيُّ الشُّعَرَاءِ أَحَبُّ إِلَيْكَ؟ قَالَ أَبُو تَمَّامٍ!
قَالَ: فَأَيُّ شِعْرِهِ أَحْلَى عِندَكَ؟!
قَالَ: ثَالُوثُ أَبْيَاتٍ هُوَ أَحْلَى مَا قَرَأت؛

## مؤلفاته
- أدباء وحشّاشون.
- مقدّمة لدرس لغة العرب، القاهرة، 1938- بيروت 1997.
- سموّ المعنى في سموّ الذات، أو أشعّة من حياة الحسين، بيروت، 1938- بيروت،1996.
- أغاني الأغاني.
- تاريخ الحسين: نقد وتحليل، بيروت، 1940، بيروت 2000.
- سلسلة إنّي أتّهم في سبعة أجزاء، بيروت، 1940.
- دستور العرب القومي، صيدا، 1941 - بيروت 1996.
- الكون والفساد الاجتماعيان، بيروت، 1942.
- المعرّي ذلك المجهول، بيروت، 1944.[4]
- المعجم، بيروت، 1945.
- الساحر، بيروت، 1946.
- رحلة إلى الخلد (قصيدة شعرية ترجمت للفرنسية)، بيروت، 1946.
- الفرق بين الإسلوب والتركيب، بيروت، 1947.
- مثلهن الأعلى أو السيدة خديجة، بغداد، 1947.[5]
- أيّام الحسين: مشاهد وقصص، بيروت، 1948.
- شهيد القسطل (عبد القادر الحسيني)، بيروت، 1952.
- علم النّفس من وجهة نظري.
- العرب في المفترق الخطر، بيروت، 1955.
- فلسطين الدّامية.
- لبنان؛ عنزة ولا مرقد.
- مقدمات لا محيد عن درسها جيّدا لفهم التّاريخ العربيّ.[6]
- مقدّمة التّفسير.
- الترهبه أو ميسولوجية العرب في ظلال اللغة، بيروت، 1955.
- المرجع- المعجم الوسيط، بيروت، 1963.
- الوجه الكرتوني، بيروت، 1963.
- من أجل لبنان: قصائد دامية الحرف بيضاء الأمل، بيروت، 1977.
- أين الخطأ؟، بيروت، 1978.
- المعجم العسكريّ.

و قد بلغت المقالات التي كتبها في الصحف والمجلات اللبنانية والعربية ما يزيد عن ثمانمائة وخمسون مقالاً دينياً وسياسياً واجتماعياً وأدبياً...

### حصاد من أقوال الباحثين في مؤلفاته
النظرية اللغوية:

من بين مآثر وإنجازات العلامة العلايلي، على تعددها وكثرتها، نجد مآثرته اللغوية، أمتنها أساساً وأفعلها أثراً في حياتنا الحاضرة، وفي أيامنا الآتية. إن اللغة العربية لا بد لها من إستلهام النهج الذي اختطّه العلايلي لها. والمعجم العربي لا محالة صائر على ما رسمه له. والعلاقة بين النظرية اللغوية والتطبيق اللغوي عند شيخنا هي بالضرورة العلاقة بين المقدمة والمرجع. ومن الجلي أن النظرية، كل نظرية، تلحظ مباحث وإتجاهات في مادتها قد لا يسهل بسطها في التطبيق، وهذا من طبائع الأشياء مما لا ينازع. من ذلك بحث المعاني الأصلية للأصوات العربية. وعلى ما بين النظرية والتطبيق من عوائق لا يستقيم تجاهلها، فإن انبناء المعجم على أساس نظري، كما النتيجة والعلة، معلماً بارزاً في التاريخ المعجميّ العربيّ، لأنه بهذا الإنباء يقول الدكتور رمزي بعلبكي:

إن الدراسة الصوتية للعربية، هي اللبنة الأولى التي يقوم عليها فهم الّلغة. وهنا تكمن الغربة بين الباحث وبين التاريخ الصوتيّ، لأن الكشف عن الأصول القديمة للأصوات، في نشأتها ومحاكاتها ودلالاتها، أفقر ما يكون إلى الدليل الحسيّ، وهو بذلك أبعد الأمور اللغوية عن التفسير وأكثر طلباً للافتراض، على كونه أكثر ما يشوّق الباحث، ولو تم هذا الكشف لأغنى معرفتنا عن تاريخ الإنسان واللغة بما لا يقدمها أي كشف آخر من طبيعته. وراء ما أنتجه العلايلي في هذا الشأن، فقد أثبت للجميع أنه اللغوي المميز، الذي سطع نجمه في سماء العرب، إذ أحدث كتابه «تهذيب المقدمة اللغوية»، بعناية الدكتور حسن علي، هزة في البحث اللغوي، وكان قد دعا فيه إلى الاجتهاد في الكشف عن تاريخ النشوء اللغوي وتطور اللهجة، ونظر في ذلك، ما أثار في مجالس العلم الجدل العلميّ.

العلايلي: الأدب والنقد

أما بالنسبة للأدب، فقد عنى العلايلي بدراسته، وأفرد له الصفحات الطوال في معجمه «المعجم». والأدب عنده، كالثمرة تماماً هي التي يجب أن تكون اقتطاعاً من فردية الشجرة، بل هي شيء كونيّ من عواصف ورعود وأمطار على شيء مثله من أشعّة وحرارات تفتح لها الشجرة في مجال ذاتها لتفرغها خلقاً آخر. أو هو ما يلامس الواقع ويعبر عنه، أو يصور الحياة تصويراً فنياً ويقول: 
 لم يكتف العلايلي الأديب بالمشاركة النثرية، بل كان إلى جانبها الممارسات الشعرية. فالشعر عنده أحاسيس تصوّرالواقع أو هو مرآة تعكس الواقع عليها. فالممارسة الشعرية هي باعتقاده هي التي تحمل بين ثناياها طبيعة الحادثة التي يصورها الشاعر ويريد الكشف عنها، فيقول:

أما العلايلي الناقد الأدبي، فإنه أوحى بوحدة المضمون والشكل والصورة، فإبتعد عن المحسنات البيانيّة والبديعية والزخارف إن لم تكن عفويّة غير متكلّفة. كما أنه لم يجز المقارنة بين شعراء لا ينتسبون إلى حقبة زمنية متقاربة أو ينتمون إلى مذهب أدبي واحد .
ألكسندر سميرنوف (مستشرق روسي):
من الكتاب الذي أصدره اتحاد الكتاب اللبنانيين تحت عنوان: «الشيخ عبد الله العلايلي مفكراً ولغوياً وفقيهاً».
الدكتور رمزي البعلبكي:
«من منن الله على العربية أنه سبحانه و تعالى، لا يفتأ يبعث من يحي هذه اللغة الشريفة في نفوس أبنائها، و ينهض بها لتستقيم في معترك البقاء على نقاوة في التشذيب و لدانة في التخيّر و إندفاع في الوثب، و لا جديد في القول إن الشيخ العلايلي هو محي العربيّة على رأس هذه المائة، فهو المقدمة و هو المرجع و منه الفكر و النظر و الإقتراح و البرهان.»

## المناصب العديدة التي شغلها
- عضو المجلس الشرعي الأعلى.
- أستاذ في معهد المعلمين.
- عضو في لجنة المصطلحات في مجلس الخدمة المدنية.
- نائب رئيس الأكاديمية اللبنانية.
- أستاذ محاضر في كلية الآداب في الجامعة اللبنانية.
- أستاذ مشرف على الرسائل في قسم اللغة العربية بالجامعة اللبنانية.
- أستاذ اللغة في الكلية الحربية.
- عضو في لجنة صياغة القاموس العسكري.
- عضو في المجمع العربي السوري.
- مستشار وزير التربية لشؤون التراث.

## الجوائز والأوسمة
حصل على عدد كبير من الأوسمة والجوائز، منها:

| - وسام الأرز الوطني من رتبة فارس (1954) - جائزة رئيس الجمهورية اللواء فؤاد شهاب (1962) - جائزة الشاعر سعيد عقل (1962) - وشاح الأرز من رتبة ضابط (1963) - جائزة مهرجان المربد للآداب ببغداد (1988) - جائزة الأرزة الذهبية (1992) - جائزة جبران خليل جبران بأستراليا (1993) | - درع مؤسسة الحريري بصيدا (1993) - وشاح الأرز الوطني من رتبة الوشاح الأكبر (1994) - درع النادي الثقافي العربي (1994) - درع منتدى الفكر التقدمي (1995) - درع جمعية أرباب القلم (1996) - درع حلقة الحوار الثقافي (1996) - أطلق اسمه على إحدى المدارس الثانوية في طريق الجديدة. - أطلق اسمه على إحدى شوارع بيروت مقابل الحمام العسكري. |

- معرض الصور
- الشيخ عبد الله العلايلي في إحدى المناسبات الإجتماعية و يظهر خلفه الشيخ بيار الجميل
- يافطة شارع العلامة الشيخ عبد الله العلايلي مقابل الحمام العسكري ببيروت

## عائلته
تزوّج الشيخ عبد الله من السّيّدة بهيّة مرعي، وأنجب منها بنتًا وصبيّين، وهم على التّوالي:
- نوَار.
- محمّد خير.
- بِلال.

## هوامش
1. ↑  نُشرت هذه السّيرة بمُناسبة مئوية العلايليّ الّتي تصادف في 2014/11/20
2. ↑  أنظر الرابط الخارجي لتنزيل كتاب الإمام الحسين عليه السلام  نسخة محفوظة 3 يوليو 2019 على موقع واي باك مشين.
3. ↑  العلايلي، عبد الله ، أين الخطأ، دار الجديد، بيروت، ط 2، 1992، ص ص 30 - 127.
4. ↑  أنظر الرابط الخارجي لتنزيل كتاب المعري ذلك المجهول نسخة محفوظة 06 أغسطس 2017 على موقع واي باك مشين.
5. ↑  تنزيل كتاب مثلهن الأعلى نسخة محفوظة 11 يناير 2020 على موقع واي باك مشين.
6. ↑  أنظر الرابط الخارجي لتنزيل كتاب مقدمات لا محيد عن دراستها لفهم التاريخ نسخة محفوظة 17 مايو 2020 على موقع واي باك مشين.
7. ↑  
وفيق غزيري، حصاد من أقوال الباحثين في مؤلفات الشيخ عبد الله العلايلي، المجلة التربوية – العدد 45 – آذار 2010، ص 39 و 40.

## روابط خارجية

### حلقات تليفزيونية عنه
- حلقة وثائقية خاصة ضمن برنامج أعلام.
- مقتطفات من حلقة أجرتها معه جان دارك أبو زيد.

### ندوة تكريمية له
نظّم ملتقى الأديان والثقافات للحوار والتنمية، وكلية الدراسات الإسلامية في جامعة المقاصد، لقاءً تكريمياً له.